# 日本のプール一覧
日本のプール一覧（にほんのプールいちらん）は、日本国内にある主なプールの一覧である。
世界水泳連盟公認のプール、日本水泳連盟公認のプールを中心に、その他競技用プール、レジャープールについても挙げる。

## 北海道
- 北海道立野幌総合運動公園プール（江別市）
- 札幌市平岸プール（札幌市）
- 札幌市手稲曙温水プール（札幌市）
- ていねプール（札幌市）
- ガトーキングダム・サッポロ（札幌市）
- 函館市民プール（函館市）

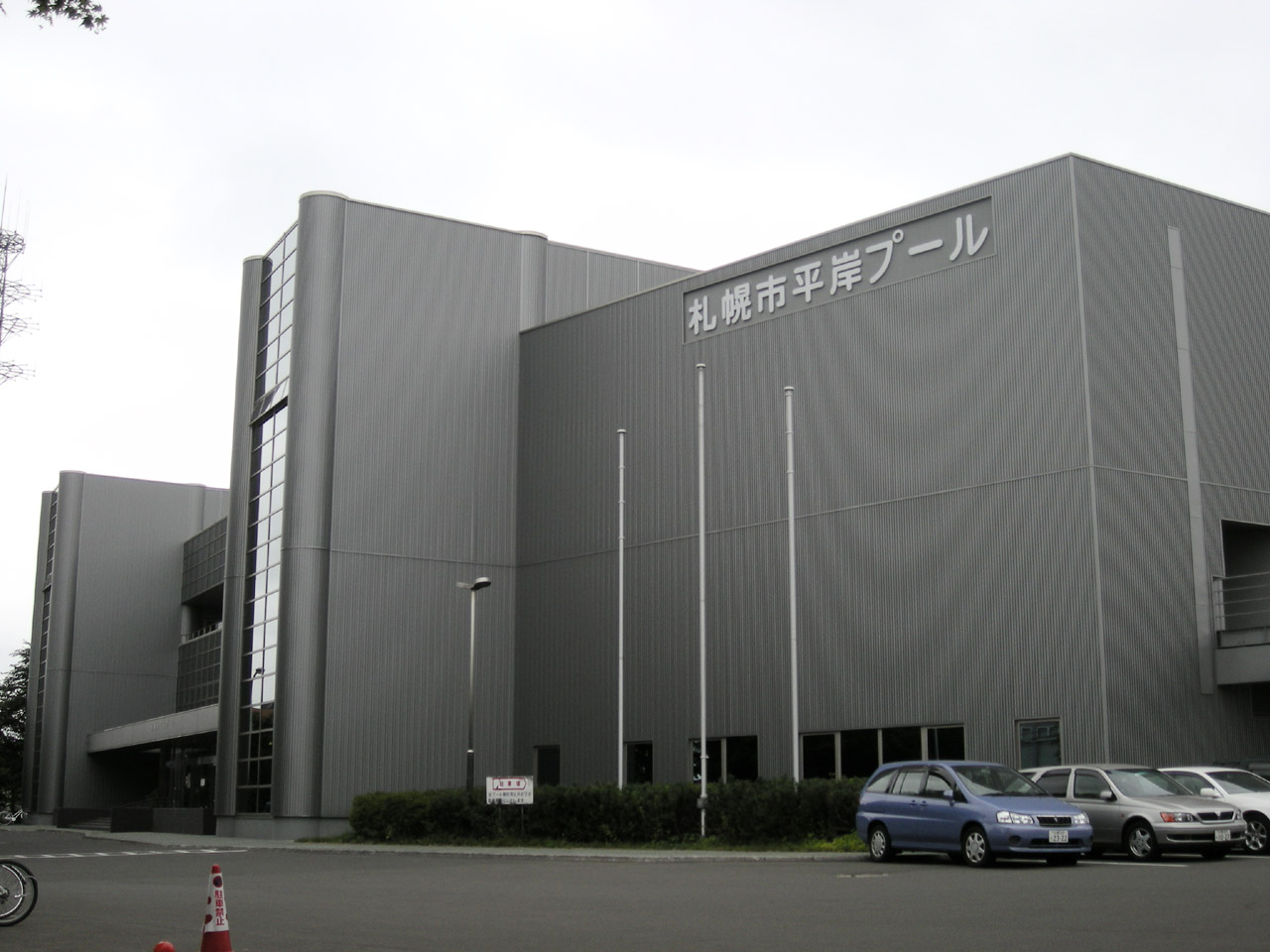
札幌市平岸プール

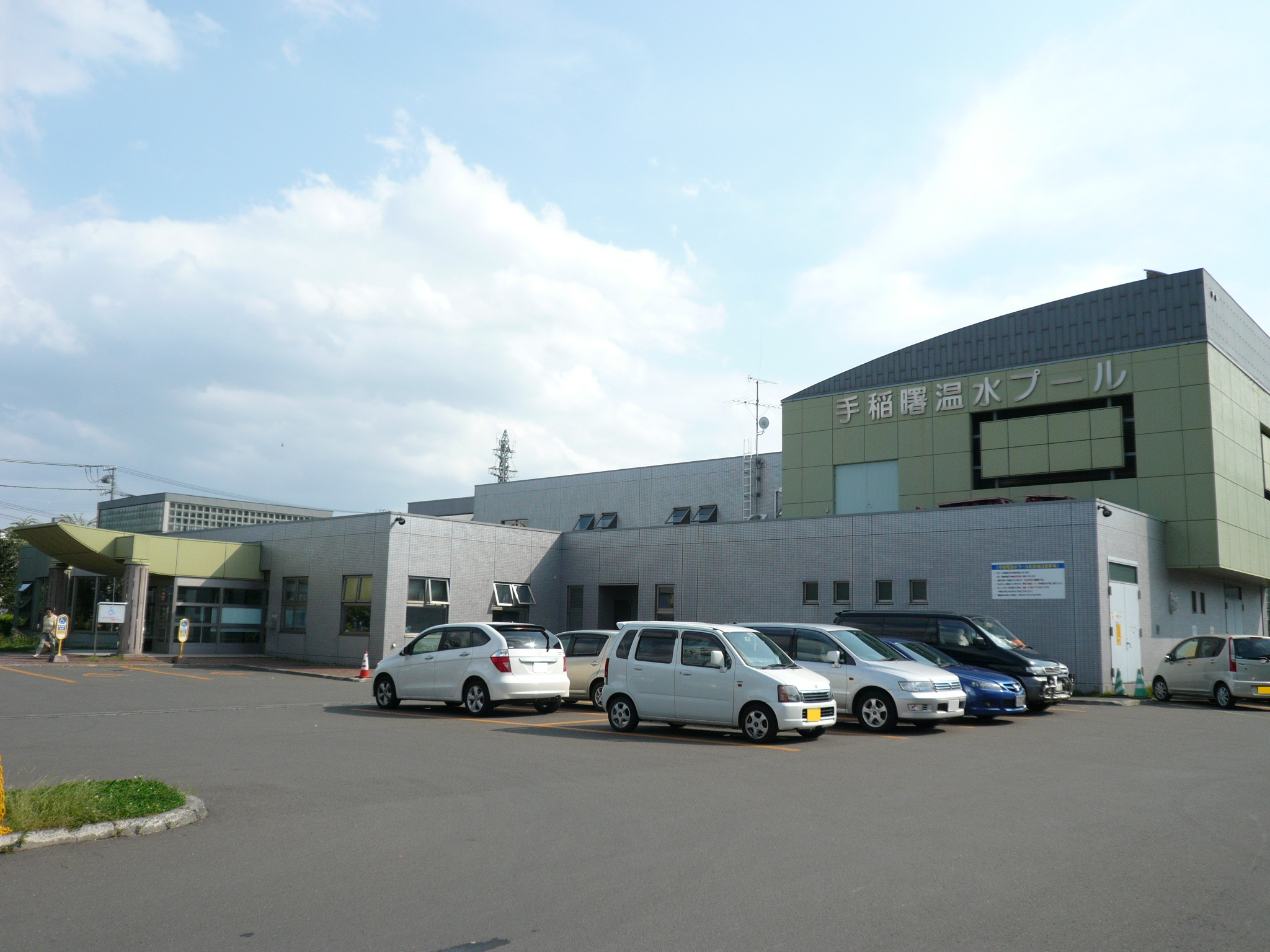
手稲曙温水プール

- 小樽市営室内水泳プール（小樽市） - 2007年6月17日廃止[1]。
- 中島スポーツセンター（室蘭市） - 2017年プール廃止、スケート専用施設へ転換[2]。
- 釧路市フィットネスセンター（釧路市）
- 音別町温水プール（釧路市） - 2023年3月31日廃止[3]。
- 帯広の森市民プール(スインピア)（帯広市）
- 稚内市温水プール（水夢館）（稚内市）
- 芦別市B&G海洋センター（芦別市）
- 紋別市健康プール(ステア)（紋別市）
- 根室市民プール（根室市）
- ア・エール（深川市）
- 登別市民プール(らくあ)（登別市）
- 伊達市総合体育館（あかつき）温水プール・トレーニング室（伊達市）
- 伊達市B&G海洋センター（伊達市） - 2007年5月プール休止、2014年12月プール廃止、2020年3月完全閉鎖[4]。
- 石狩市B&G海洋センター（石狩市）
- 岩見沢市栗沢B&G海洋センター（岩見沢市）
- 名寄市B&G海洋センター（名寄市）
- 名寄市風連B&G海洋センター（名寄市）
- えりも町温水プール（えりも町）
- 足寄町温水プール（足寄町）
- 夕張太プール（南幌町） - 2019年度廃止[5]。
- 国立大雪青少年交流の家温水プール（美瑛町） - 2019年廃止[6]。
- 倶知安町営プール（倶知安町） - 2021年度休止[7]。
- 愛別町B&G海洋センター（愛別町）
- 浦臼町B&G海洋センター（浦臼町）
- 枝幸町歌登B&G海洋センター（枝幸町）
- 遠別町B&G海洋センター（遠別町）
- 大空町東藻琴B&G海洋センター（大空町）
- 大空町女満別B&G海洋センター（大空町）
- 長万部町B&G海洋センター（長万部町）
- 上富良野町B&G海洋センター（富良野町）
- 剣淵町B&G海洋センター（剣淵町）
- 下川町B&G海洋センター（下川町）
- 積丹町B&G海洋センター（積丹町）
- 斜里町B&G海洋センター（斜里町）
- せたな町B&G海洋センター（せたな町）
- 大樹町B&G海洋センター（大樹町）
- 鷹栖町B&G海洋センター（鷹栖町）
- 秩父別町B&G海洋センター（秩父別町）
- 苫前町B&G海洋センター（苫前町）
- 沼田町B&G海洋センター（沼田町）
- 東神楽町B&G海洋センター（東神楽町）
- 東川町B&G海洋センター（東川町）
- 美幌町B&G海洋センター（美幌町）
- 古平町B&G海洋センター（古平町）
- 北竜町B&G海洋センター（北竜町）
- 和寒町B&G海洋センター（和寒町）

## 青森県
- 青森県総合運動公園屋外プール（青森市）
- 青森市勤労者プール（青森市）
- 青森市民室内プール（青森市）
- 弘前市岩木B&G海洋センター（弘前市）
- 八戸市民プール（八戸市）
- 黒石市運動公園プール（黒石市）
- 五所川原市金木B&G海洋センター（五所川原市）
- 五所川原市民プール（五所川原市） - 2018年4月1日廃止[8]。
- 十和田市B&G海洋センター（十和田市）
- 三沢市屋内温水プール（三沢市）
- 大畑町民プール（むつ市）
- 平川市ゆうえい館プール（平川市）
- 平内町B&G海洋センター（平内町）
- 鰺ヶ沢町室内温水プール（鰺ヶ沢町）
- ふじさき温水プール（藤崎町）
- 鶴田町B&G海洋センター（鶴田町）
- 中泊町中里B&G海洋センター（中泊町）
- サンビレッジ野辺地（野辺地町）
- 六戸町B&G海洋センター（六戸町）
- 東北町B&G海洋センター（東北町）
- 南部町名川B&G海洋センター（南部町）

## 岩手県
- 盛岡市立総合プール（盛岡市）
- 盛岡市渋民運動公園B&G海洋センター（盛岡市）
- つなぎスイミングセンター（盛岡市） - 2003年廃止。
- 展勝地プール（北上市）
- 久慈市山形B&G海洋センター（久慈市）
- 遠野市民プール（遠野市）
- 一関水泳プール（一関市）
- 一関市東山B&G海洋センター（一関市）
- 一関市藤沢B&G海洋センター（一関市）
- 陸前高田B&G海洋センター（陸前高田市）
- 八幡平市松尾B&G海洋センター（八幡平市）
- 衣川野外趣味活動施設温水プール（奥州市）
- 奥州市前沢B&G海洋センター（奥州市）
- 岩手県営屋内温水プール（雫石町）
- けんじワールド（雫石町） - 2013年閉鎖。
- 西和賀町湯本屋内温泉プール（西和賀町）
- 大槌町B&G海洋センター（大槌町） - 2011年東日本大震災により倒壊、そのまま廃止[9]。
- 岩泉町B&G海洋センター（岩泉町）
- 普代村B&G海洋センター（普代村）
- 九戸村B&G海洋センター（九戸村）
- 軽米町B&G海洋センター（軽米町）

## 宮城県
- 仙台市体育館温水プール（仙台市）
- 幸町ウェルフェア温水プール（仙台市）
- 今泉温水プール（仙台市）
- 葛岡温水プール（仙台市）
- 広瀬プール（仙台市）
- 中田温水プール（仙台市）
- 仙台市西公園プール（仙台市） - 2006年廃止[10]。
- 泉海洋センタープール（仙台市） - 2015年3月31日廃止[11]。
- 泉水泳プール（仙台市） - 2021年3月31日廃止[11]。
- 石巻市民プール（石巻市） - 2021年廃止[12]。
- 石巻市雄勝B&G海洋センター（石巻市） - 2021年廃止[12]。
- サンビレッジ塩竃（塩竃市）
- スパッシュランドしろいし（白石市） - 2022年度末で閉館[13]
- 角田市屋内温水プール（角田市）
- 多賀城市市民プール（多賀城市)
- 栗原市築館B&G海洋センター（栗原市）
- 大崎市民プール｢アクア・パル」（大崎市）
- 大崎市松山B&G海洋センター（大崎市）
- 蔵王町B&G海洋センター（蔵王町）
- 川崎町B&G海洋センター（川崎町）
- 亘理町B&G海洋センター（亘理町）
- 宮城県総合運動公園プール（利府町）
- ベルサンピアみやぎ泉（大和町)
- 大郷町B&G海洋センター（大郷町）
- 涌谷町B&G海洋センター（涌谷町）

## 秋田県
- 秋田県立総合プール（秋田市）

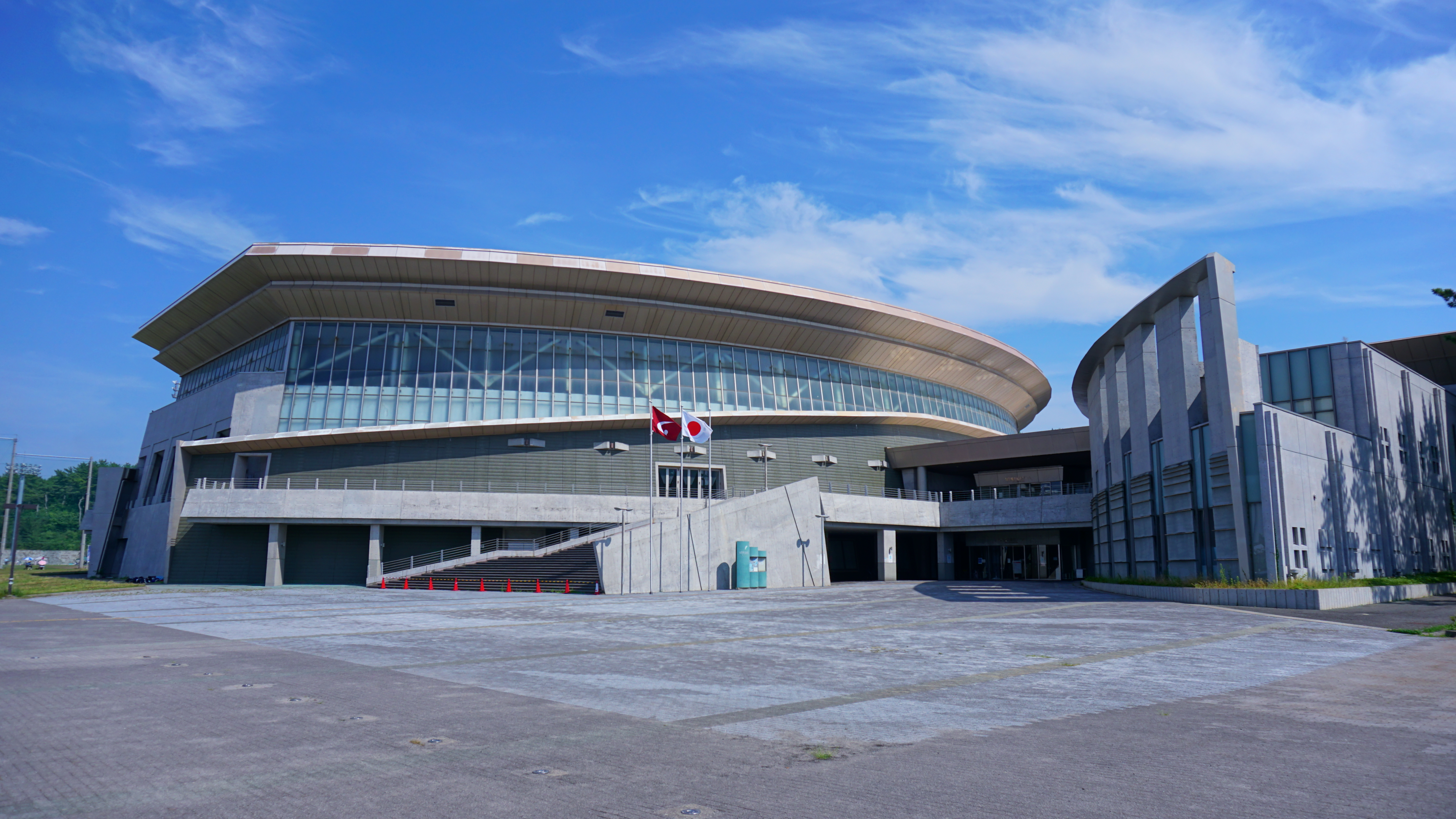
秋田県立総合プール

- 秋田県中央シルバーエリア屋内温水プール（秋田市）
- クアドーム　ザ・ブーン（秋田市）
- 秋田市中高年齢労働者福祉センター サンライフ秋田（秋田市）
- 秋田県立スケート場（秋田市） - 2000年秋田県立総合プール建設にともないプール廃止、スケート専用施設に転換。
- 秋田市営プール（秋田市） - 2002年廃止[14]。
- 雄和B＆G海洋センター（秋田市） - 2019年3月31日廃止[15]。
- 能代山本スポーツセンター アリナス（能代市）
- 能代市民プール（能代市）
- 秋田県南部シルバーエリア屋内温水プール（横手市）
- えがおの丘屋内プール（横手市）
- 横手市十文字B&G海洋センター（横手市）
- 湯夢湯夢の里温水プール（大館市）
- 男鹿市B&G海洋センター（男鹿市）
- 湯沢市B&G海洋センター（湯沢市）
- 鹿角市民プール（鹿角市）
- 由利本荘市大内B&G海洋センター（由利本荘市）
- 由利本荘市西目B&G海洋センター（由利本荘市）
- 由利本荘市由利B&G海洋センター（由利本荘市）
- ウェルサンピア秋田（由利本荘市） - 2008年閉鎖[16]。
- 潟上市天王B&G海洋センター（潟上市）
- 大仙市神岡B&G海洋センター（大仙市） - 2023年度休止、2024年6月廃止[17]。
- 北秋田市民プール（北秋田市）
- 北秋田市合川プール（北秋田市）
- にかほ市象潟B&G海洋センター（にかほ市）
- 三種町八竜B&G海洋センター（三種町）
- 五城目町営プール（五城目町）
- 八郎潟町B&G海洋センター（八郎潟町）
- 大潟村B&G海洋センター（大潟村）
- プールパークみさと（美郷町）
- サン・スポーツランド千畑（美郷町）

## 山形県
- 山形市総合スポーツセンター屋外プール（山形市）
- 馬見ヶ崎プール ジャバ（山形市）
- 山形市みなみ市民プール（山形市）
- 山形市北市民プール（山形市）
- 米沢市民プール（米沢市）
- 鶴岡市民プール（鶴岡市）
- 酒田市営光ケ丘プール（酒田市）
- 酒田市平田B&G海洋センター（酒田市）
- 寒河江市民プール（寒河江市）
- リナワールド リナビーチ（上山市）
- 上山市民プール（上山市） - 2023年廃止[18]。
- 長井市置賜生涯学習プラザプール（長井市）
- 山形県総合運動公園屋内プール（天童市）
- ハイジアビーチ（南陽市）
- 中山勤労者体育センター温水プール（中山町）
- 最上町温水プール（最上町）
- 舟形町B&G海洋センター（舟形町）
- 小国町温泉健康館『ゆうゆ』（小国町）
- おぐに白い森温水プール（小国町） - 2018年廃止[19]。

## 福島県
- 福島市中央市民プール（福島市）
- 福島市森合市民プール（福島市）
- ヘルシーランド福島（福島市）
- 福島テルサ（福島市）
- 福島県営あづま総合体育館（福島市）
- 会津水泳場（会津若松市）
- 開成山屋内水泳場（郡山市）
- 郡山カルチャーパーク（郡山市）
- 郡山ユラックス熱海（郡山市）
- ホテル華の湯（郡山市）

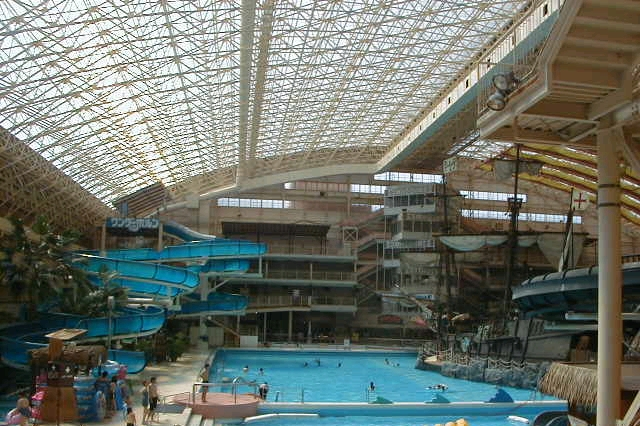
スパリゾートハワイアンズ

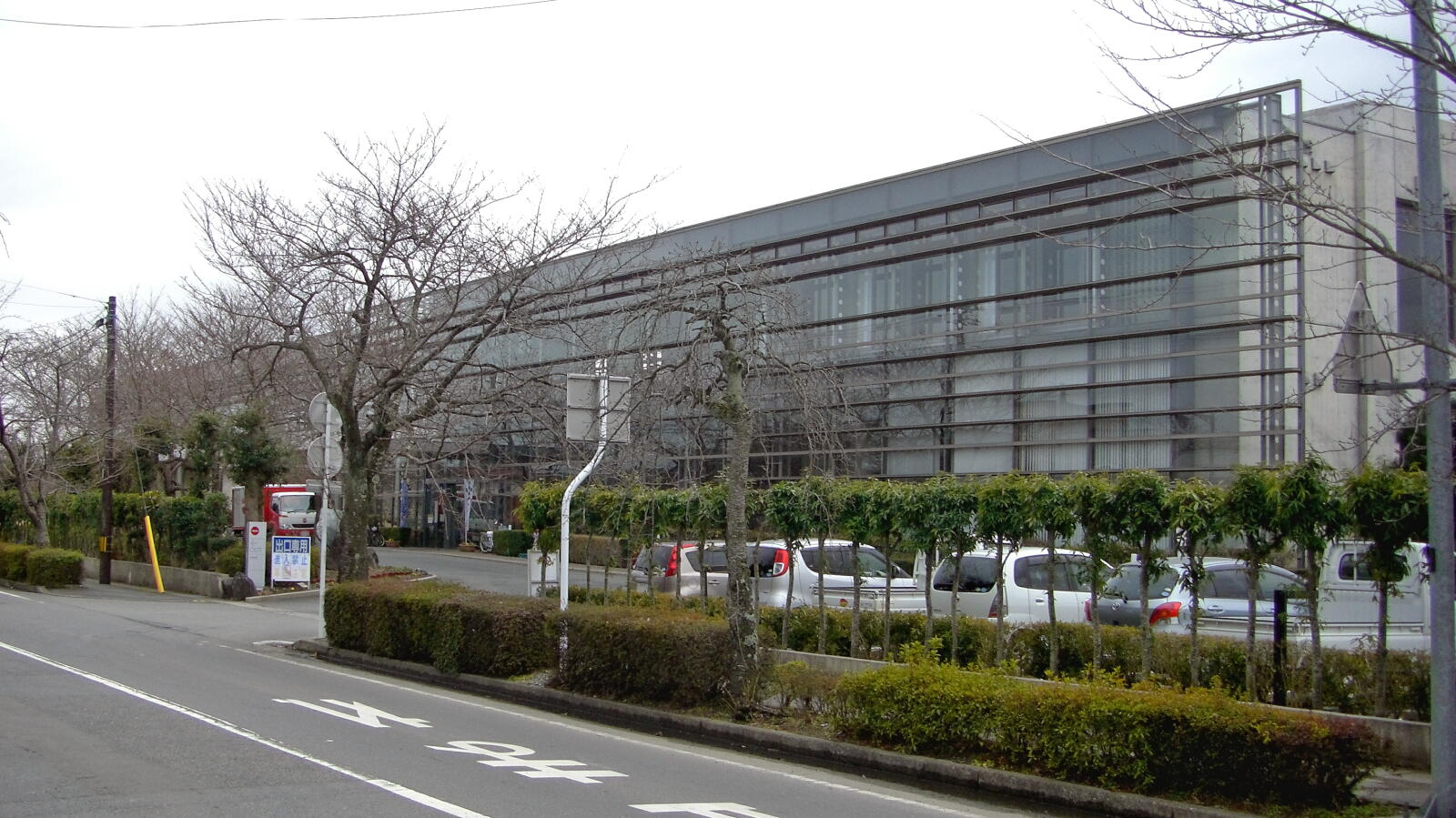
リフレ富岡

- 大島東コミュニティプール（郡山市） - 2017年閉鎖[20]。
- 会津若松市コミュニティプール『♪～る（おんぷ～る）』（会津若松市）
- いわき市民プール（いわき市）
- スパリゾートハワイアンズ（いわき市）
- 小名浜市民プール（いわき市） - 2019年12月廃止[21]。
- 牡丹台水泳場（須賀川市） - 2023年廃止[22]。
- 長沼水泳場（須賀川市） - 2023年廃止[22]。
- 田村市滝根B&G海洋センター（田村市）
- 南相馬市鹿島B&G海洋センター（南相馬市) - 2011年東日本大震災により倒壊、2023年度廃止[23]。
- 伊達市保原市民プール（伊達市）
- 伊達市梁川市民プール（伊達市）
- 本宮市白沢B&G海洋センター（本宮市）
- 鏡石町民プール『すいすい』（鏡石町）
- ラビスパ裏磐梯（北塩原村） - 2024年1月31日閉鎖[24]。
- さゆり公園屋内温水プール（西会津町）
- 磐梯町ふれあいセンター（磐梯町）
- ホテルリステル猪苗代（猪苗代町）
- 柳津町B&G海洋センター（柳津町）
- 矢吹町立温水プール（矢吹町）
- ルネサンス棚倉（棚倉町）
- スインピア矢祭（矢祭町）
- 塙町B&G海洋センター（塙町）
- 小野町B&G海洋センター（小野町）
- リフレ富岡（富岡町）

## 茨城県
- 青柳公園屋内プール（水戸市）
- 水戸小吹運動公園屋内プール（水戸市）
- 日立市かみね市民プール（日立市）
- 石岡市B&G海洋センター（石岡市）
- たつのこアリーナ（龍ケ崎市）
- 砂沼サンビーチ（下妻市） - 2019年3月廃止[25]。
- 常陸太田市水府B&G海洋センター（常陸太田市）
- 北茨城市B&G海洋センター（北茨城市）
- 笠間市岩間B&G海洋センター（笠間市）
- 取手グリーンスポーツセンター（取手市）
- ホテルレイクサイドつくば（つくば市）
- つくばYOUワールド（つくば市）
- ウェルネスパークつくば（つくば市）
- 洞峰公園屋内プール（つくば市）
- 茨城県笠松運動公園プール（ひたちなか市）
- 常総運動公園（守谷市）
- かすみがうら市千代田B&G海洋センター（かすみがうら市）
- 行方市玉造B&G海洋センター（行方市）
- 小美玉市小川B&G海洋センター（小美玉市）
- 小美玉市玉里B&G海洋センター（小美玉市）
- フォレスパ大子（大子町）
- 八千代町B&G海洋センター（八千代町）
- 五霞町B&G海洋センター（五霞町）

## 栃木県
- 日環アリーナ栃木（宇都宮市）
- 栃木県体育館プール館（宇都宮市） - 2021年3月26日閉鎖。
- 陽南プール（宇都宮市） - 2022年閉鎖[26]。
- 足利市総合運動公園プール（足利市）
- 足利渡良瀬ウォーターパーク（足利市）
- 栃木市総合運動公園プール（栃木市）
- 佐野市運動公園プール（佐野市）
- 鹿沼運動公園温水プール（鹿沼市）
- 鹿沼市粟野B&G海洋センター（鹿沼市）
- 栃木県立温水プール館（小山市）
- 井頭公園一万人プール（真岡市）
- にしなすの運動公園プール（那須塩原市）
- 那須塩原市塩原B&G海洋センター（那須塩原市）
- さくら市喜連川B&G海洋センター（さくら市）
- さくら市総合公園プール（さくら市） - 2023年休止[27]。
- 那須烏山市南那須B&G海洋センター（那須烏山市）
- 下野市国分寺B&G海洋センター（下野市）
- 芳賀町B&G海洋センター（芳賀町）
- 黒川の里ふれあいプール（壬生町） - 2020年休止、2023年閉鎖[28]。
- 那須スイミングドーム（那須町）

## 群馬県
- 群馬県立敷島公園水泳場（前橋市）
- 前橋市大渡温水プール（前橋市）
- 六供温水プール（前橋市）
- カッパピア（高崎市） - 2003年閉鎖、2017年観音山公園プールとして再開[29]。
- ウェルサンピア高崎レジャープール→ニューサンピア高崎プール（高崎市） - 2022年3月31日閉鎖[30]。
- サンコーカントリークラブプール（高崎市） - 2017年閉鎖[31]。
- カリビアンビーチ（桐生市新里温水プール）（桐生市）
- あずまウォーターランド（伊勢崎市）
- 伊勢崎市民プール（伊勢崎市）（2022年度、解体）
- 太田市総合健康センター（太田市）
- 太田市新田プール（太田市）
- 沼田市民プール（沼田市）
- 城沼市民プール（館林市）
- 渋川市民プール（渋川市）
- みずとぴあ藤岡（藤岡市）
- 富岡市民プール（富岡市）
- 安中市スポーツセンター（安中市）
- かぶらウォーターランド（甘楽町） - 2017年閉鎖[32]。
- 草津町屋内プール（草津町）
- みなかみ町新治B&G海洋センター（みなかみ町）
- 玉村町B&G海洋センター（玉村町）
- 板倉町B&G海洋センター（板倉町）
- 明和町B&G海洋センター（明和町）

## 埼玉県
- 三橋プール（さいたま市西区）
- 大宮公園水泳場（さいたま市大宮区）
- 大和田公園プール（さいたま市大宮区）

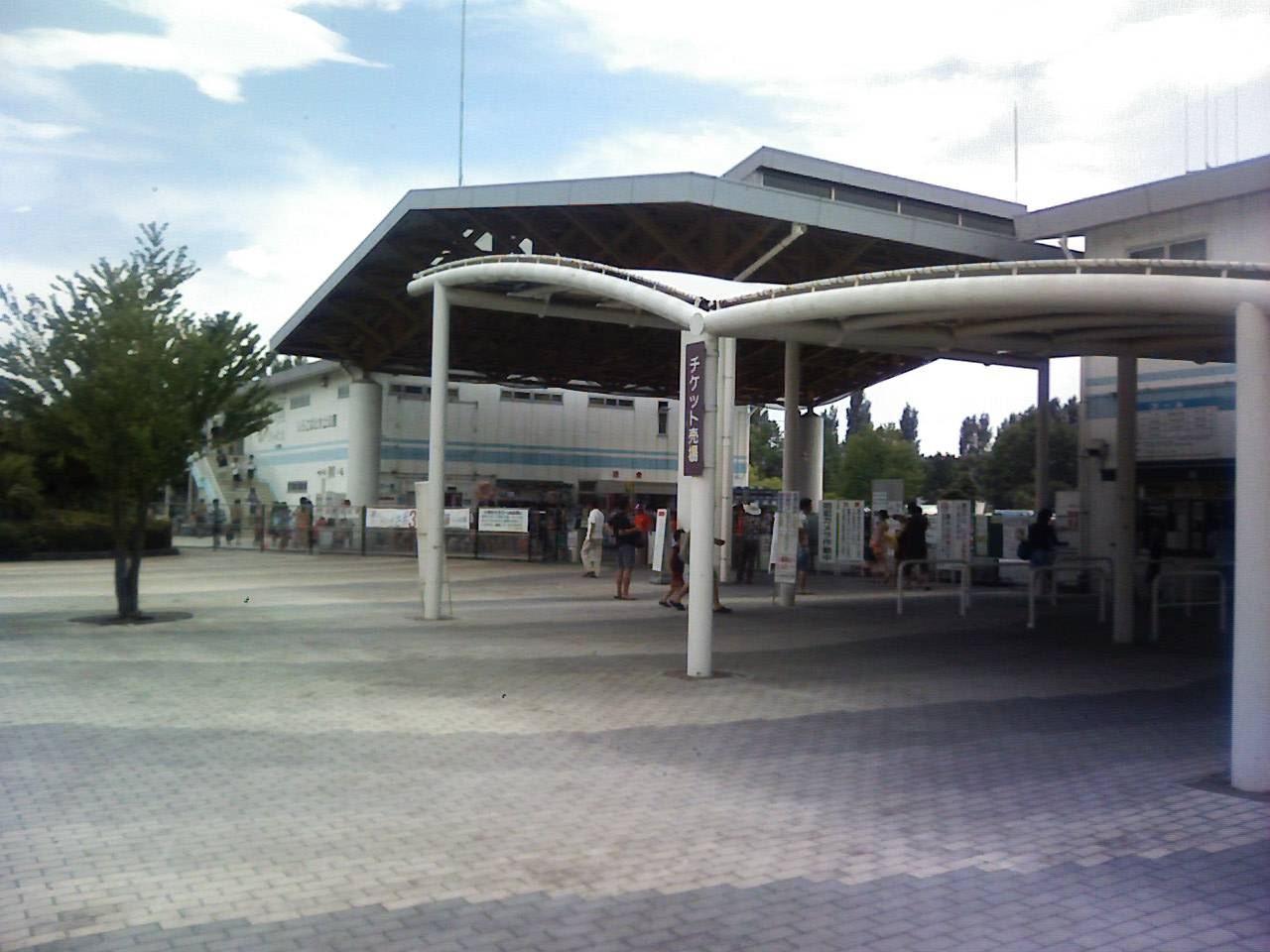
しらこばと水上公園

- 沼影市民プール（さいたま市南区） - 2023年8月31日廃止[33]。
- 原山市民プール（さいたま市緑区）
- しらこばと水上公園プール（越谷市・さいたま市岩槻区）
- 岩槻温水プール（さいたま市岩槻区）
- 川越水上公園プール（川越市）
- 川越市総合福祉センター『オアシス』（川越市）
- 初雁公園プール（川越市） - 2022年度休止[34]。
- さくら運動公園屋外プール（熊谷市) - 2022年度廃止[34]。
- 川口市青木町公園プール（川口市）
- 川口東スポーツセンタープール（川口市）
- グリーンセンター流水プール（川口市） - 2021年度廃止[35]。
- 秩父ミューズパーク スポーツの森プール（秩父市）
- 西武園ゆうえんちプール（所沢市）
- 飯能市市民プール（飯能市) - 2020年廃止[36]。
- 加須はなさき水上公園プール（加須市）
- 加須市民親子プール（加須市） - 2020年廃止[34]。
- 湯かっこ（本庄市）
- 本庄市民プール（本庄市） - 2020年閉鎖[37]。
- サピオ稲荷山（狭山市）
- アクアパラダイス パティオ（深谷市）
- 岡部B&G海洋センター（深谷市） - 2007年休止[38]、2023年廃止[39]。
- さいたま水上公園プール（上尾市） - 2022年2月27日廃止[40]。
- 戸田市スポーツセンタープール（戸田市）
- 入間市中央公園プール（入間市) - 2022年度休止[34]、2023年度廃止[41]。
- わくわくドーム（朝霞市）
- 大和田ファミリープール（新座市) - 2022年3月31日廃止[42]。
- 久喜市栗橋B&G海洋センター（久喜市）
- 久喜市民プール（久喜市） - 2022年度休止[43]。
- 富士見ガーデンビーチ（富士見市） - 2022年度廃止[44]。
- サンビレッジさかど（坂戸市）
- 鶴ヶ島海洋センター（鶴ヶ島市） - 2008年プール廃止、体育館およびミーティングルームは継続[45]。
- 吉川市屋外市民プール（吉川市） - 2021年度廃止[46]。
- 白岡市B&G海洋センター（白岡市）
- ふじみ野市立大井プール（ふじみ野市） - 2008年2月閉鎖[34]。
- 嵐山町B&G海洋センター（嵐山町）
- 吉見町B&G海洋センター（吉見町）
- 神川町B＆G海洋センター（神川町） - 2008年プール休止、2023年プール廃止[47]。
- 東武スーパープール（宮代町 東武動物公園）
- 松伏町B&G海洋センター（松伏町）

## 千葉県

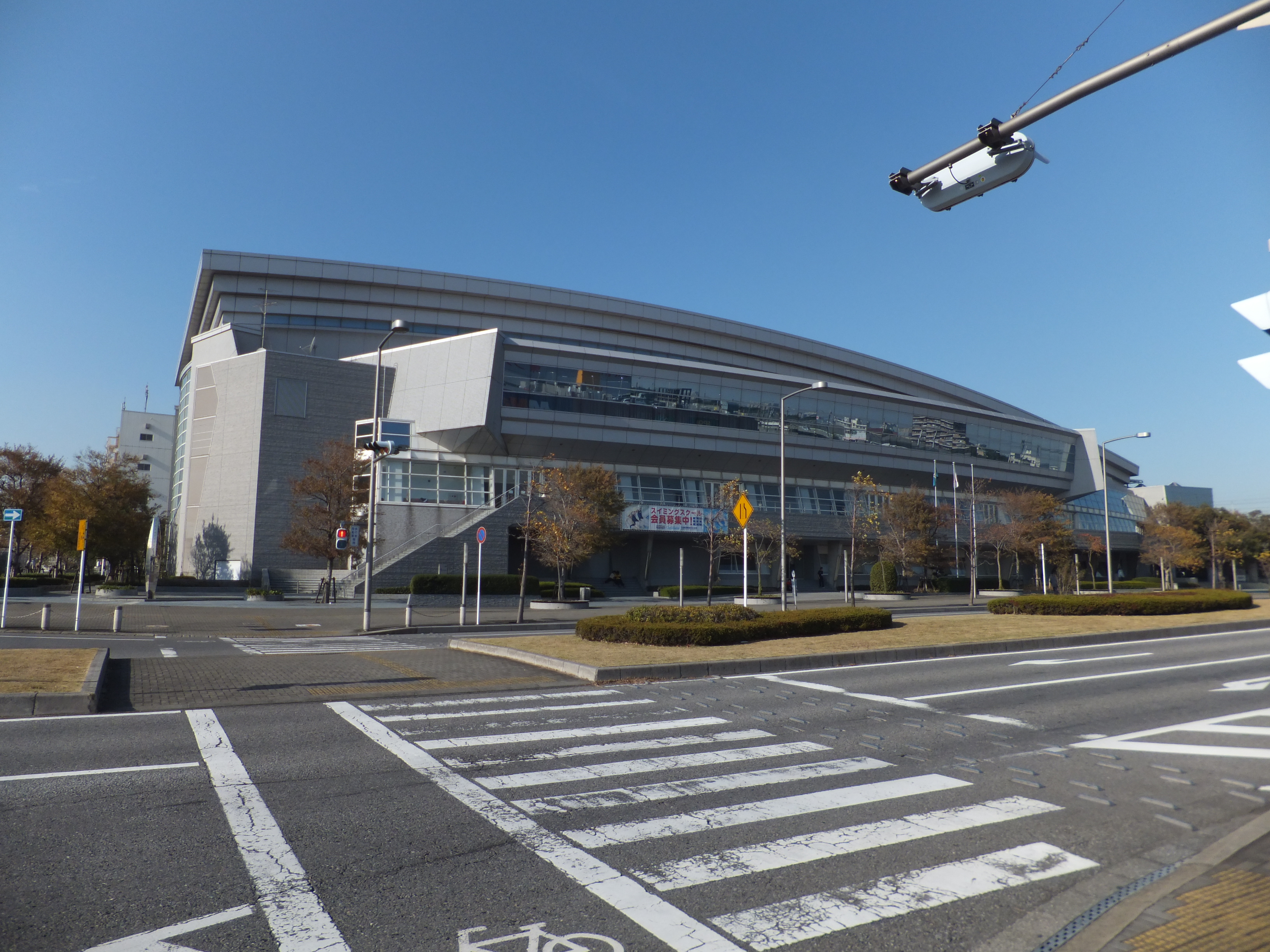
千葉県国際総合水泳競技場

- ウェルサンピア千葉レジャープール（千葉市中央区） - 2010年ニューサンピア千葉へ改称、2012年休止[48]。
- こてはし温水プール（千葉市花見川区）
- 北谷津温水プール（千葉市若葉区）
- 稲毛海浜公園プール（千葉市美浜区）
- ふなばし三番瀬海浜公園プール（船橋市）
- 船橋アリーナ（船橋市）
- 千葉県南房パラダイスプール（館山市）
- 龍宮城ホテル三日月 アクアパーク・オーシャンスパ（木更津市）
- 野田市総合公園水泳場（野田市） - 2020年休止、2023年廃止[49]。
- 成田市大栄B&G海洋センター（成田市）
- 千葉県国際総合水泳場（習志野市）
- 船戸市民プール（柏市）
- リフレッシュプラザ柏温水プール（柏市）
- 姉崎公園プール（市原市）
- 八千代市市民プール（八千代市） - 2008年休止、2013年廃止[50]。
- 内みのわ運動公園市民プール（君津市） - 2020年閉鎖[51]。
- 富津公園ジャンボプール（富津市）
- 浦安市運動公園屋内水泳プール（浦安市）
- 臨海スポーツセンタープール（袖ケ浦市） - 2020年休止、2022年廃止[52]。
- 印西温水センター（印西市）
- 白井市民プール（白井市）
- 千倉B&G海洋センター（南房総市）
- 香取市小見川B&G海洋センター（香取市）
- 香取市山田B&G海洋センター（香取市）
- 香取市栗源B&G海洋センター（香取市）
- 蓮沼海浜公園 蓮沼ウォーターガーデン（山武市）
- いすみ市岬B&G海洋センター（いすみ市）
- 酒々井ちびっこ天国（酒々井町） - 2017年休止[53]。
- 横芝光町横芝B&G海洋センター（横芝光町）
- 横芝光町光B&G海洋センター（横芝光町）
- 睦沢町B&G海洋センター（睦沢町）
- 生命の森リゾート 日本エアロビクスセンター ラク・レマンプール（長柄町）
- 長南町B&G海洋センター（長南町）
- 大多喜町B&G海洋センター（大多喜町）
- 御宿ウォーターパーク（御宿町）
- 御宿町B&G海洋センター（御宿町）
- 鋸南町B&G海洋センター（鋸南町）

## 東京都
- 千代田区立スポーツセンター（千代田区）
- 総合スポーツセンター（中央区）
- アクアフィールド芝公園プール（港区）
- 新宿コズミックスポーツセンター（新宿区）
- 新宿スポーツセンター（新宿区）
- 両国屋内プール（墨田区）
- 東京アクアティクスセンター（江東区）

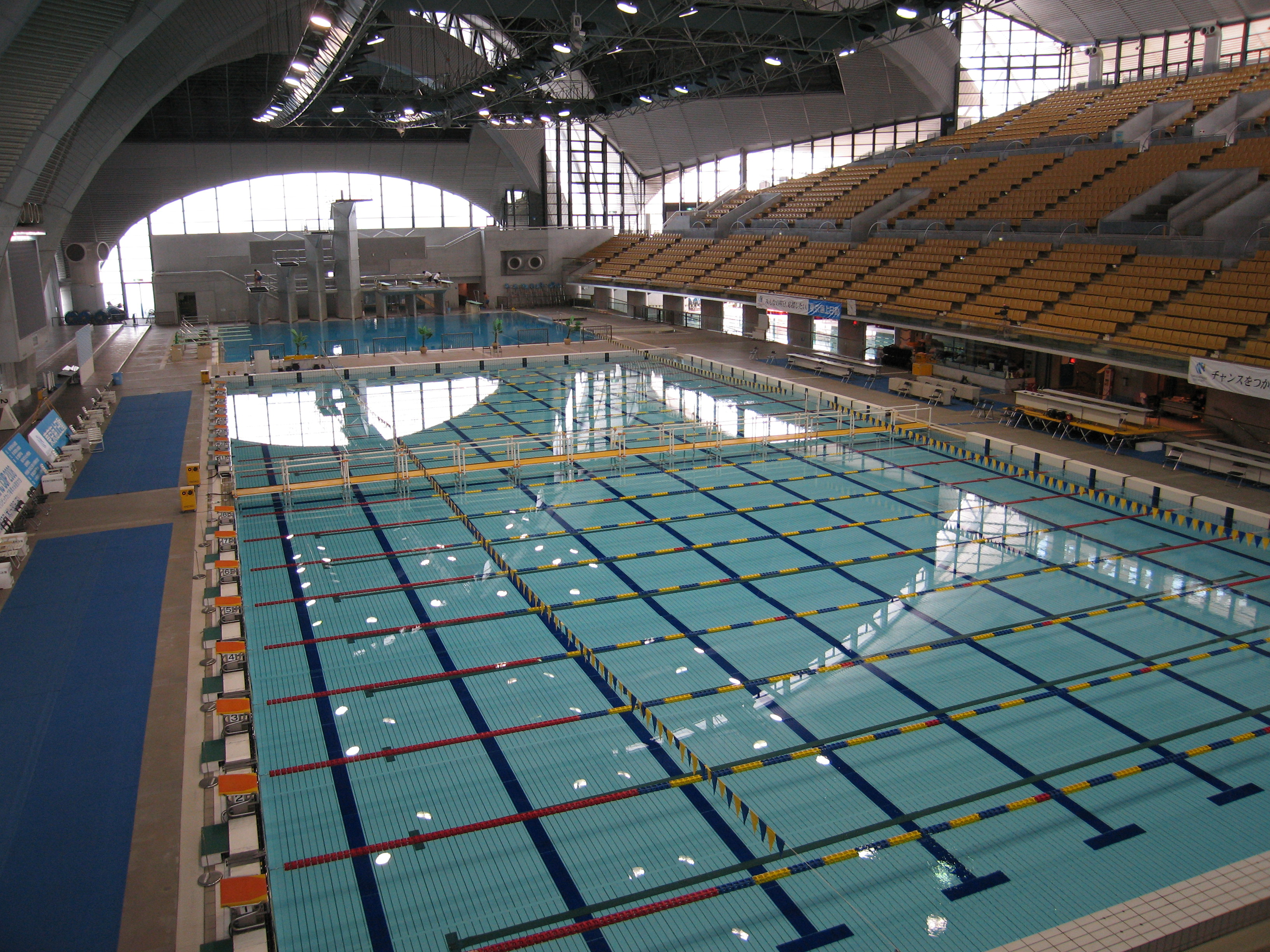
東京辰巳国際水泳場

- 東京辰巳国際水泳場（江東区） - 2022年閉鎖[54]。
- 江東区立有明スポーツセンター（江東区）
- 東京都立夢の島総合体育館（江東区）
- しながわ区民公園屋外プール（品川区）
- 豊葉の杜学園温水プール（品川区）
- 品川区総合体育館日野学園温水プール（品川区）
- 戸越台中学校温水プール（品川区）
- 荏原文化センター（品川区）
- 八潮学園温水プール（品川区）
- 品川学園温水プール（品川区）
- 総合スポーツセンター（足立区）
- 平和島公園プール（大田区）
- 東調布公園プール（大田区）
- 萩中公園プール（大田区）
- 矢口区民センター温水プール（大田区）
- 世田谷区立温水プール（世田谷区）
- 東京体育館屋内プール（渋谷区）
- 国立代々木競技場第一体育館（渋谷区） - 1998年3月第一水泳場廃止[55]、室内水泳場は団体戦用として継続[56]。
- 高井戸温水プール（杉並区）
- 和田堀公園プール（杉並区）
- 大宮前体育館（杉並区）
- 豊島区立南長崎スポーツセンター（豊島区）
- 豊島区立豊島プール（豊島区） - 2010年休止[57]。
- 池袋マンモスプール（豊島区） - 1993年閉鎖[58]。
- 西池袋温水プール（豊島区） - 2010年3月31日廃止[59]。
- 北区元気プラザ（北区）
- 荒川総合スポーツセンター（荒川区）
- あらかわ遊園子どもプール（荒川区） - 2023年度廃止[60]。
- 板橋区立高島平温水プール（板橋区）
- としまえん（練馬区） - 2020年8月閉園[61]。
- 光が丘体育館プール（練馬区）
- 葛飾区総合スポーツセンター（葛飾区）
- 江戸川プールガーデン（江戸川区） - 2023年廃止[62]。
- 八王子市北野余熱利用センター（八王子市）
- 八王子市甲の原体育館（八王子市）
- 立川市立泉市民体育館（立川市）
- 立川市立柴崎市民体育館（立川市）
- 国営昭和記念公園レインボープール（立川市） - 2020年休止、2023年廃止[63]。
- 武蔵野プール（武蔵野市）
- 武蔵野温水プール（武蔵野市）
- 三鷹市立総合体育館屋内プール（三鷹市）
- 府中生涯学習センター（府中市）
- 昭島市立総合スポーツセンター（昭島市）
- 武蔵野の森総合スポーツプラザ（調布市）
- 調布市立総合体育館（調布市）
- 町田市立室内プール（町田市）
- 小金井市立総合体育館（小金井市）
- 小平市立市民体育館（小平市）
- 日野市東部会館（日野市）
- 東村山市民スポーツセンター（東村山市）
- 国分寺市立室内プール（国分寺市）
- くにたち市民総合体育館（国立市）
- 下宿市民プール（清瀬市） - 2023年閉鎖[64]。
- 東久留米市スポーツセンター（東久留米市）
- 多摩市立温水プール（アクアブルー多摩）（多摩市）
- よみうりランドプールWai（稲城市）
- 稲城市立病院併設「オーエンス健康プラザ」（稲城市）
- 羽村市スイミングセンター（羽村市）
- 五日市ファインプラザ（あきる野市）
- 東京サマーランド（あきる野市）

## 神奈川県

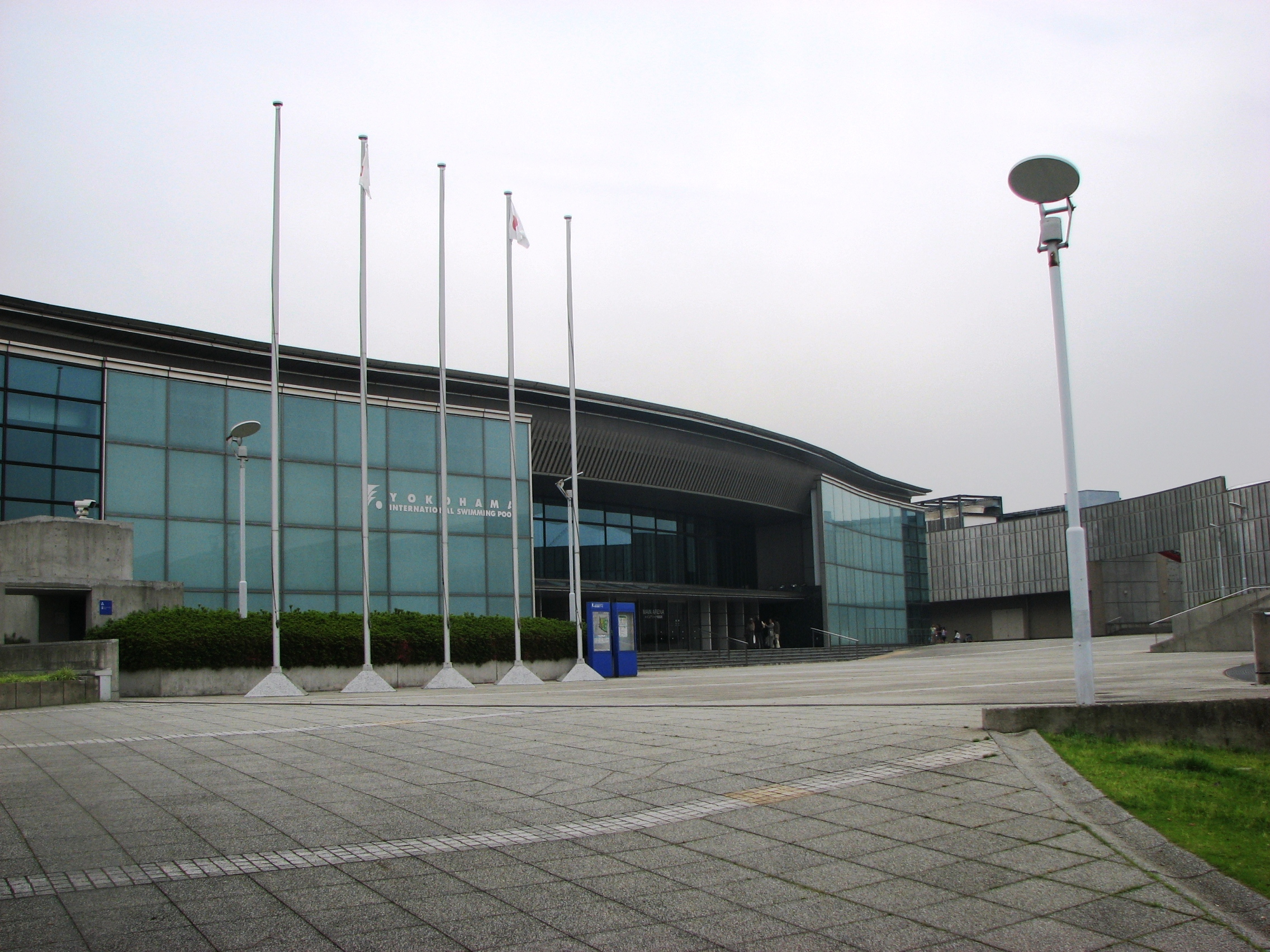
横浜国際プール

- ワイルドブルーヨコハマ（横浜市鶴見区） - 2001年8月31日閉園[65]。
- 入江町公園プール（横浜市神奈川区） - 2017年閉鎖[66]。
- 横浜プールセンター（横浜市磯子区） - 2021年休止[67]。
- 篠原園地プール（横浜市港北区） - 2018年8月31日廃止[68]。
- 旭プール（横浜市旭区）
- 栄プール（横浜市栄区） - 2020年3月31日廃止[69]。
- 横浜国際プール（横浜市都筑区）
- 都築プール（横浜市都筑区）
- 川崎市民プラザ（川崎市高津区）
- ヨネッティー王禅寺（川崎市麻生区）
- さがみはら北の丘センター（相模原市緑区）
- 相模原市立総合水泳場（さがみはらグリーンプール）（相模原市中央区）
- 横須賀市健康福祉センター（横須賀市）
- 横須賀市立総合体育館（横須賀市）
- 浦賀7丁目公園水泳プール（横須賀市）
- 久里浜公園水泳プール（横須賀市）
- 湘南鷹取5丁目第2公園水泳プール（横須賀市）
- 富浦公園水泳プール（横須賀市）
- 長沢村岡公園水泳プール（横須賀市）
- 根岸公園水泳プール（横須賀市）
- 馬堀海岸公園水泳プール（横須賀市）
- 北体育会館温水プール（横須賀市）
- くりはま花の国プール（横須賀市）
- サブアリーナ温水プール（横須賀市）
- 佐島の丘温水プール（横須賀市）
- ハイランドプール（横須賀市） - 2020年休止、2021年閉鎖[70]。
- 平塚総合体育館温水プール（平塚市）
- 龍城ケ丘プール（平塚市） - 2013年閉鎖[71]。
- 辻堂海浜公園辻堂ジャンボプール（藤沢市）
- 藤沢市立石名坂温水プール（藤沢市）
- 藤沢市八部公園屋内プール（藤沢市）
- 御幸の浜プール（小田原市）
- 大根公園温水プール（秦野市）
- 厚木市営プール（厚木市） - 2023年閉鎖[72]。
- 大和スポーツセンター屋外プール（大和市） - 2023年廃止[73]。
- 北部公園体育館（海老名市）
- 高座施設組合屋内温水プール（海老名市）
- 海老名運動公園屋内プール（海老名市）
- 南足柄市体育センター（南足柄市）
- 大磯ロングビーチ（大磯町）
- 二宮町温水プール（二宮町） - 2023年度廃止[74]。
- いこいの村あしがら（大井町）
- 開成町町民プール（開成町）
- 箱根小涌園ユネッサン（箱根町）
- 箱根町さくら館（箱根町）
- 湯河原海浜公園（湯河原町）

## 新潟県
- 新潟市鳥屋野総合体育館屋内プール（新潟市中央区）
- 西海岸公園市営プール（新潟市中央区）
- アクアパークにいがた（新潟市西区）
- 新潟市西総合スポーツセンタープール（新潟市西区）
- 新潟市味方B&G海洋センタープール（新潟市南区）
- 新潟市亀田総合体育館屋内プール（新潟市江南区）
- 新潟市新津B&G海洋センター（新潟市秋葉区）
- 新潟市中之口B&G海洋センター（新潟市西蒲区）
- 新潟県立長岡屋内総合プール（ダイエープロビスフェニックスプール）（長岡市）
- 長岡市越路B&G海洋センター（長岡市）
- 長岡市和島B&G海洋センター（長岡市）
- 悠久山プール（長岡市） - 2023年3月31日廃止[75]。
- 新潟県立柏崎アクアパーク（柏崎市）
- 加茂市民温水プール（加茂市）
- 加茂市子供プール（加茂市） - 2022年度廃止[76]。
- 燕市B&G海洋センター（燕市）
- 糸魚川市能生B&G海洋センター（糸魚川市）
- 水夢ランドあらい（妙高市）
- 上越市民プール（上越市）
- 鵜の浜人魚館（上越市）
- 上越市頸城B&G海洋センター（上越市）
- 上越市安塚B&G海洋センター（上越市）
- 阿賀野市安田B&G海洋センター（阿賀野市）
- 佐渡市営佐和田プール（佐渡市）
- 佐渡市小木B&G海洋センター（佐渡市）
- 佐渡市羽茂B&G海洋センター（佐渡市）
- 寿和温泉ドリームタウン（魚沼市） - 2023年3月31日プール廃止、温泉施設は建て替えて継続[77]。
- 胎内市中条B&G海洋センター（胎内市）
- 阿賀町上川B&G海洋センター（阿賀町）
- 阿賀町津川B&G海洋センター（阿賀町）
- 阿賀町三川B&G海洋センター（阿賀町）
- クアハウス津南（津南町）

## 富山県
- 富山県総合体育センター室内温水プール（富山市）
- 富山市民プール（富山市）
- 富山市八尾B&G海洋センター（富山市）
- 富山市大山B&G海洋センター（富山市）
- 富山県高岡総合プール（高岡市）
- 高岡市福岡B&G海洋センター（高岡市）
- 長慶寺室内プール（高岡市） - 2023年3月26日閉鎖[78]。
- 魚津市総合体育館室内温水プール（魚津市）
- ミラージュランド海水プール（魚津市）
- 氷見市B&G海洋センター（氷見市）
- 滑川室内温水プール（滑川市）
- 深層水体験施設 タラソピア（滑川市） - 2023年6月24日休止、7月5日閉鎖[79]。
- 黒部市総合体育センター室内温水プール（黒部市）
- 砺波市温水プール〔チューリッププール〕（砺波市）
- 砺波市B&G海洋センター（砺波市）
- 南砺市福野B&G海洋センター（南砺市）
- 太閤山ランドプール広場（射水市）

## 石川県
- 金沢プール（金沢市）
- 健民海浜プール（金沢市）
- 金沢市西部市民プール（金沢市）
- 金沢市鳴和台プール（金沢市）
- アクアリゾート ルネスかなざわ（金沢市） - 2008年10月閉鎖。
- 金沢市営総合プール（金沢市） - 2017年3月31日閉鎖[80]。
- 七尾城山水泳プール（七尾市）
- 和倉温泉シーサイドパーク（七尾市）
- 健康増進センター「アスロン」（七尾市）
- 石川県立小松屋内水泳プール（小松市）
- 末広屋外水泳プール（小松市）
- サン・プルル（輪島市）
- ユーフォリア千里浜（羽咋市）
- 松任総合運動公園（白山市）
- 白山市鶴来B&G海洋センター（白山市）
- 志賀町富来B&G海洋センター（志賀町）
- 穴水町B&G海洋センター（穴水町）

## 福井県
- 福井運動公園 福井県営水泳場（福井市）
- 福井市美山B&G海洋センター（福井市）
- 福井市営三秀プール（福井市） - 2014年閉鎖。
- 敦賀市総合運動公園プール（敦賀市）
- 若桜総合公園温水プール（小浜市）
- 大野市B&G海洋センター（大野市）
- 勝山市B&G海洋センター（勝山市）
- 武生市温水プール（越前市）
- 坂井市春江B&G海洋センター（坂井市）
- 坂井市丸岡B&G海洋センター（坂井市）
- 池田町B&G海洋センター（池田町）
- 越前町朝日B&G海洋センター（越前町）
- 若狭町三方B&G海洋センター（若狭町）

## 山梨県
- 山梨県小瀬スポーツ公園水泳場（甲府市）
- 山梨県緑が丘スポーツ会館（甲府市）
- 山梨県青少年センター（甲府市） - 2023年3月31日プールなどを廃止、運動場など一部の施設は継続[81]。
- 山梨市牧丘B&G海洋センター（山梨市）
- 南アルプス市白根B&G海洋センター（南アルプス市）
- アクアリゾート清里（北杜市） - 2022年11月1日プール廃止[82]。
- 甲斐市敷島B&G海洋センター（甲斐市）
- 甲斐市双葉B&G海洋センター（甲斐市）
- 甲州市塩山B&G海洋センター（甲州市）
- 甲州市勝沼B&G海洋センター（甲州市）
- 中央市玉穂B&G海洋センター（中央市）
- 田富市民プール（中央市） - 2020年廃止[83]。
- 富士河口湖町上九一色B&G海洋センター（富士河口湖町）

## 長野県

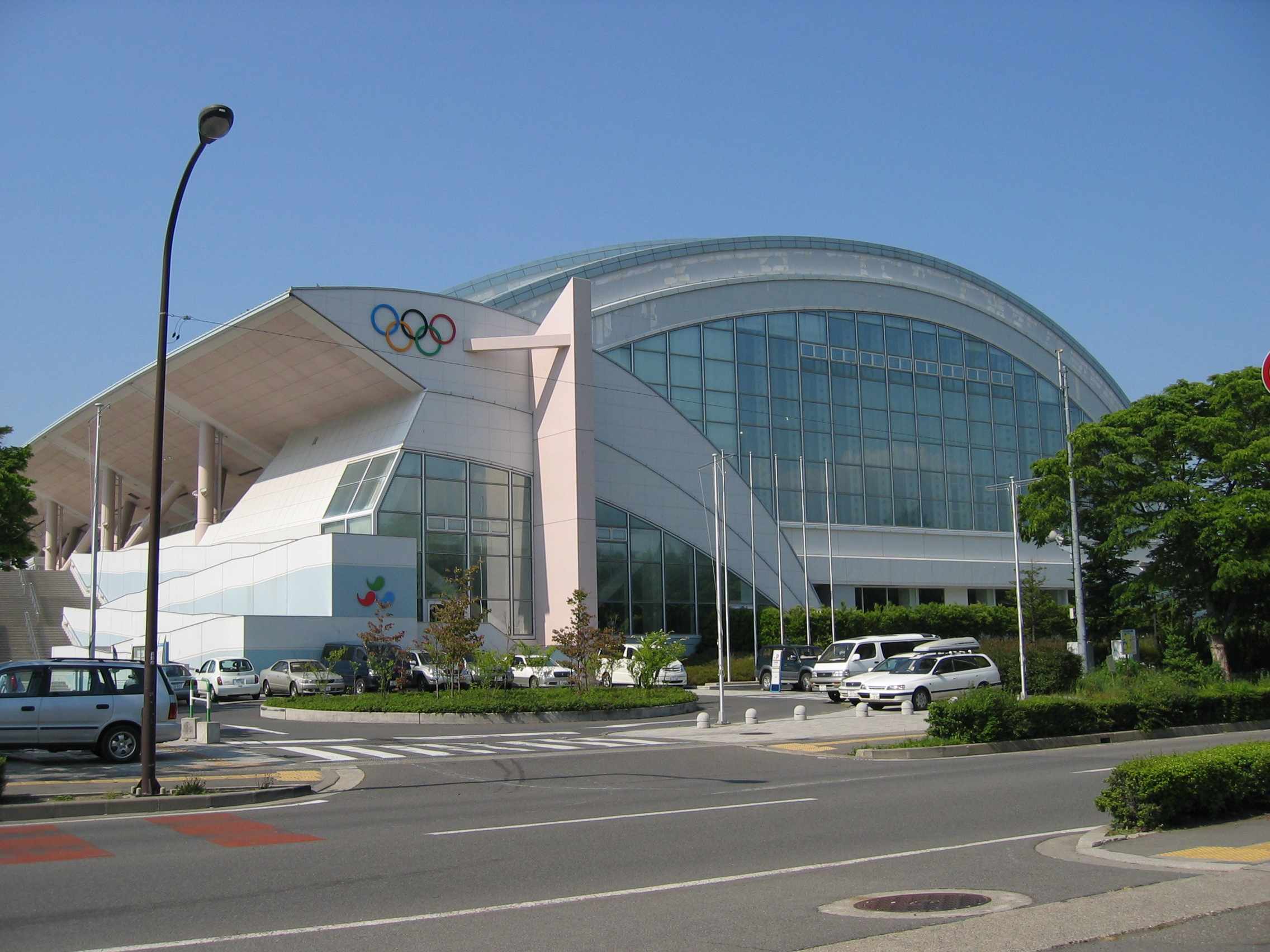
長野運動公園総合運動場総合市民プール

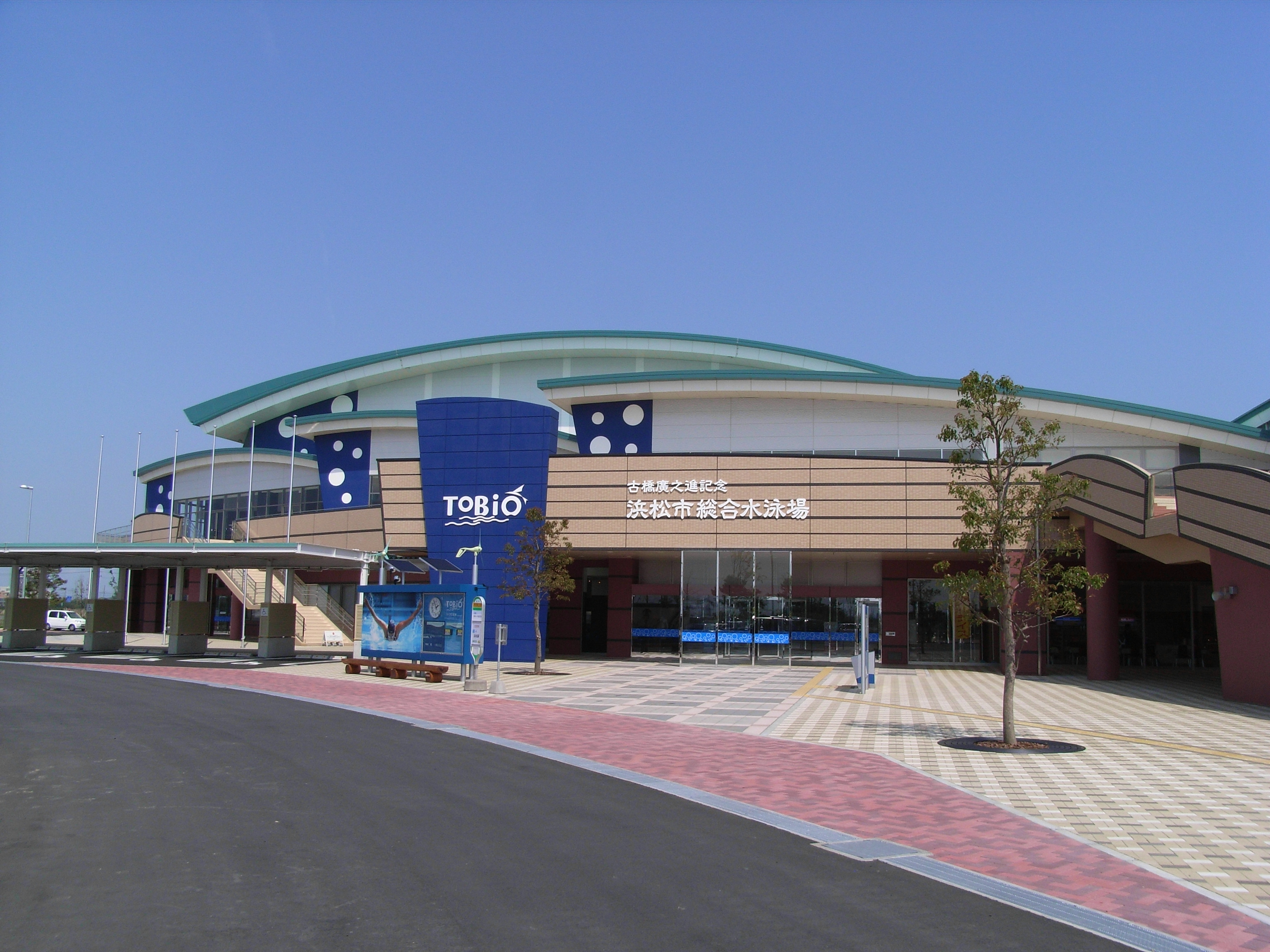
古橋廣之進記念浜松市総合水泳場

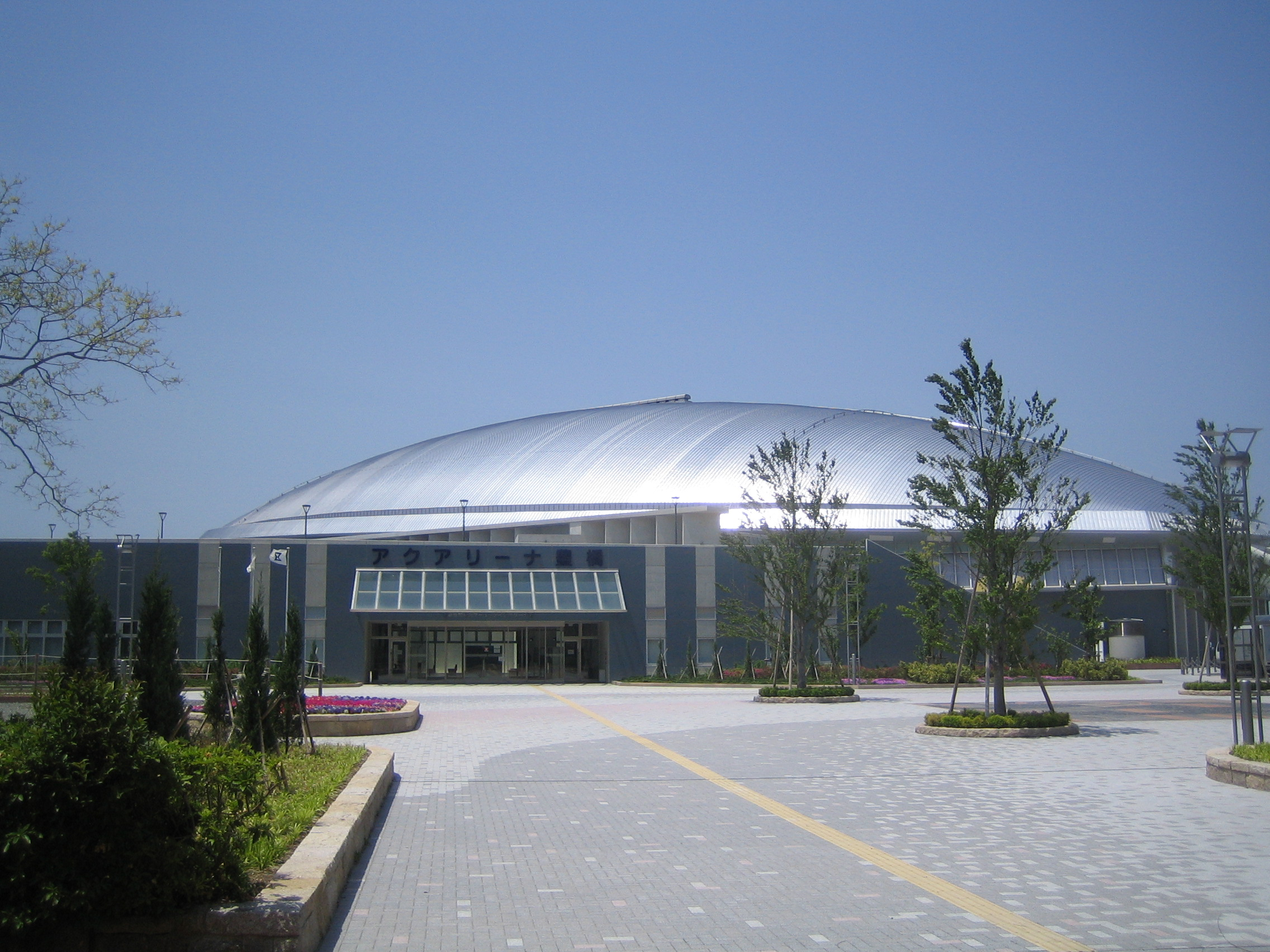
アクアリーナ豊橋

- 長野運動公園総合運動場総合市民プール（アクアウィング）（長野市）
- サンマリーンながの（長野市）
- 北部市民プール（長野市）
- 安茂里市民プール（長野市）
- 青垣公園市民プール（長野市）
- 犀南市民プール（長野市）
- 南長野運動公園プール（長野市）
- 鬼無里市民プール（長野市） - 2019年度廃止[84]。
- 信州新町市民プール（長野市） - 2019年度廃止[84]。
- 芹田市民プール（長野市） - 2019年度廃止[84]。
- 茶臼山市民プール（長野市） - 2019年度廃止[84]。
- 城山市民プール（長野市） - 2021年8月15日廃止[85]。
- 松本市民プール（松本市）
- ラーラ松本（松本市）
- 上田自然運動公園プール（上田市）
- ふれあい真田館（上田市）
- 城下ちびっこプール（上田市） - 2018年8月31日閉鎖[86]。
- 岡谷市民屋内プール（岡谷市）
- サンヒルズいいだ（飯田市）
- 駒ヶ根市民プール（駒ヶ根市） - 2016年閉鎖。
- ゆうぷる木崎湖（大町市）
- 小坂田公園市民プール（塩尻市） - 2015年閉鎖[87]。
- 佐久市立駒場公園室内プール（佐久市）
- あづみ野ランドプール（安曇野市） - 2023年3月31日閉鎖[88]。
- 富士見B&G海洋センター（富士見町） - 2014年プール廃止、体育館とミーティングルームのみ継続[89]。
- 木曽町温水プール（木曽町）

## 岐阜県
- 長良川スイミングプラザ（岐阜市）
- 大垣市民プール（大垣市）
- 高山市清見B&G海洋センター（高山市）
- 高山市国府B&G海洋センター（高山市）
- 中津川市加子母B&G海洋センター（中津川市）
- 中津川市付知B&G海洋センター（中津川市）
- 中津川市福岡B&G海洋センター（中津川市）
- 美濃市民プール（美濃市） - 2019年休止、2021年閉鎖[90]。
- 恵那市明智B&G海洋センター（恵那市）
- 恵那市山岡B&G海洋センター（恵那市）
- 美濃加茂市民プール（美濃加茂市） - 2013年廃止[91]。
- 各務原市民プール（各務原市）
- 可児市B&G海洋センター（可児市）
- 糸貫川プール（本巣市）- 2023年休止[92]。
- 郡上市総合スポーツセンター（郡上市）
- 海津市市民プール（海津市）
- 坂祝町町民ふれあいプール（坂祝町） - 2021年度廃止[93]。
- 富加町B&G海洋センター（富加町）
- 川辺町B&G海洋センター（川辺町）
- 八百津町B&G海洋センター（八百津町）
- 御嵩町B&G海洋センター（御嵩町）

## 静岡県
- 静岡県立水泳場（静岡市葵区）
- 大浜プール（静岡市駿河区） - 2022年休止、2025年再開予定[94]。
- 古橋廣之進記念浜松市総合水泳場(ToBiO)（浜松市中央区）
- 江之島水泳場（浜松市中央区）[注釈 1] - 2021年閉鎖。
- 浜松市北部水泳場（浜松市中央区）
- 浜松市三ヶ日B&G海洋センター（浜松市浜名区）
- 浜松市浜北温水プール（浜松市浜名区） - 2023年7月1日休止[95]、2024年5月閉館[96]。
- 浜松市水窪小畑プール（浜松市天竜区）
- 浜松市水窪長尾プール（浜松市天竜区）
- 浜松市天竜B&G海洋センター（浜松市天竜区）
- 浜松市龍山瀬尻プール（浜松市天竜区） - 2012年3月31日廃止[97]。
- 浜松市龍山雲折プール（浜松市天竜区） - 2019年3月31日廃止[98]。
- 沼津市戸田B&G海洋センター（沼津市）
- 沼津市屋内温水プール（沼津市） - 2021年3月31日廃止[99]。
- マリンスパあたみ（熱海市）
- 三島市民温水プール（三島市）
- 上岩崎プール（三島市）
- 長伏プール（三島市） - 2023年度廃止[100]。
- 富士宮市芝川B&G海洋センター（富士宮市）
- 伊東市海浜プール（伊東市）
- ロワジール伊豆高原プール（伊東市）
- 川根温泉ふれあいの泉(島田市） - 2021年8月25日プール休止[101]。
- 静岡県富士水泳場（富士市）
- 富士総合運動公園温水プール（富士市）
- 磐田市竜洋B&G海洋センター（磐田市）
- 掛川市大須賀B&G海洋センター（掛川市）
- 掛川市大東B&G海洋センター（掛川市）
- 袋井市袋井B&G海洋センター（袋井市）
- 裾野市立水泳場（裾野市） - 2020年廃止[102]。
- 御前崎市B&G海洋センター（御前崎市）
- 牧之原市相良B&G海洋センター（牧之原市）
- 松崎町B&G海洋センター（松崎町）
- 川根本町本川根B&G海洋センター（川根本町）

## 愛知県
- 名古屋市総合体育館（日本ガイシアリーナ、旧名称「レインボープール」）（名古屋市）
- 名城プール（名古屋市)
- 大高プール（名古屋市) - 2021年度廃止[103]。
- サンビーチ日光川（名古屋市） - 2022年閉鎖[104]。
- 山田西プール（名古屋市） - 2024年3月31日廃止[105]。
- アクアリーナ豊橋（豊橋市）
- 豊橋市民プール（豊橋市） - 2021年9月5日廃止[106]。
- 愛知県岡崎総合運動場プール（岡崎市) - 2019年廃止。
- 尾西プール（一宮市） - 2022年3月31日廃止[107]。
- 半田福祉ふれあいプール（半田市）
- サンフロッグ春日井（春日井市）
- 豊川市プール（豊川市）
- 豊川市小坂井B&G海洋センター（豊川市）
- 津島市総合プール（津島市) - 2018年1月25日休止[108]。
- 衣浦マンモスプール（碧南市） - 2003年8月17日閉鎖[109]。
- ウィングアリーナ刈谷（刈谷市）
- ウォーターパレス（刈谷市）
- マーメイドパレス（安城市）
- 日本モンキーパーク水の楽園モンプル（犬山市）
- ホワイトウェイブ21（西尾市）
- ラグーナ蒲郡ラグナシアプール（蒲郡市）
- 蒲郡市民プール（蒲郡市) - 2010年廃止[110]。
- 木賀公園コミュニティ・プール（江南市) - 2021年度廃止[111]。
- 小牧市温水プール（小牧市） - 2023年度休止[112]。
- 祖父江町温水プール（稲沢市）
- 新城市作手B&G海洋センター（新城市）
- 東海市営温水プール（東海市） - 2024年3月31日廃止[113]。
- 東部知多温水プール（大府市）
- 知多岡田プール（知多市) - 2024年3月31日廃止[114]。
- 知多新田プール（知多市) - 2024年3月31日廃止[114]。
- 知多海浜プール（知多市) - 2021年3月31日廃止[115]。
- アルコ清洲（清須市）
- カルチバ新川（清須市）
- にしび温水プール（清須市） - 2008年休止、そのまま廃止[116]。
- 北名古屋市ジャンボプール（北名古屋市）
- 愛・地球博記念公園温水プール（長久手市） - 2018年9月30日閉鎖[117]。
- 豊山スカイプール（豊山町）
- 大口町温水プール（大口町）
- 東栄町B&G海洋センター（東栄町）

## 三重県
- サオリーナ内屋内プール（津市）
- 久居中央スポーツ公園内プール（津市）
- 香良洲プール（津市）
- 青山高原保健休養地プール（津市）
- 伊勢市御薗B&G海洋センター（伊勢市）
- 松阪市飯高B&G海洋センター（松阪市）

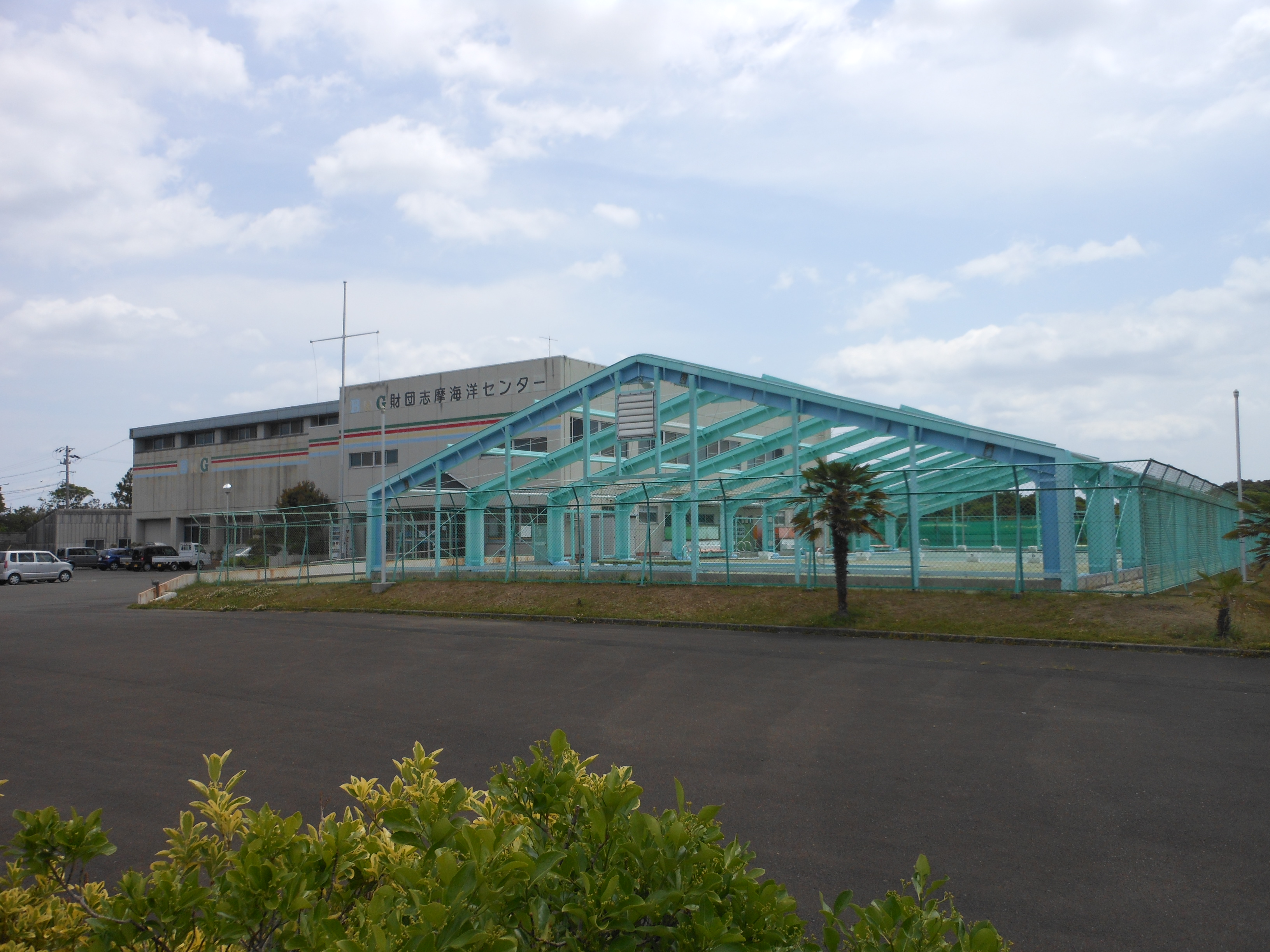
志摩B&G海洋センター

- ナガシマスパーランドジャンボ海水プール（桑名市）
- 桑名市民プール（桑名市）
- 桑名市長島B&G海洋センター（桑名市）
- 三重県営鈴鹿スポーツガーデン（鈴鹿市）
- モートピア（鈴鹿サーキット）（鈴鹿市）
- 名張市民プール（名張市） - 2020年休止[118]。
- 亀山市関B&G海洋センター（亀山市）
- 熊野市紀和B&G海洋センター（熊野市）
- いなべ市大安B&G海洋センター（いなべ市）
- 志摩市志摩B&G海洋センター（志摩市）
- 志摩市浜島B&G海洋センター（志摩市）
- 賢島スポーツランド（志摩市） - 1999年3月閉鎖。
- サンライフあご（志摩市） - 2021年プール廃止[119]。
- リゾートパークともやま屋外プール（志摩市） - 2023年8月廃止[120]。
- 伊賀市阿山B&G海洋センター（伊賀市）
- 伊賀市大山田B&G海洋センター（伊賀市）
- 上野運動公園プール（伊賀市） - 2019年度廃止[121]。
- 東員町民プール（東員町） - 2021年度廃止[122]。
- 菰野町B&G海洋センター（菰野町）
- 大紀町大内山B&G海洋センター（大紀町）
- 城ノ浜プール（紀北町）
- 古瀬川プール（孫太郎プール）（紀北町） - 2018年7月休止、2020年城ノ浜プール建設にともない廃止[123]。

## 滋賀県
- 皇子が丘公園プール（大津市）
- なぎさ公園プール（大津市）
- 彦根スイミングセンター（彦根市）
- 長浜市浅井B&G海洋センター（長浜市）
- 奥びわスポーツの森プール（長浜市） - 2011年休止、2017年廃止[124]。
- 野洲市立総合体育館温水プール（野洲市)
- 野洲市中主B&G海洋センター（野洲市) - 2024年プール休止[125]。
- 甲賀市甲賀B&G海洋センター（甲賀市）
- 高島市今津B&G海洋センター（高島市）
- 高島市高島B&G海洋センター（高島市）
- 東近江市能登川プール（東近江市）
- 米原市伊吹B&G海洋センター（米原市）
- 米原市山東B&G海洋センター（米原市）
- 多賀町B&G海洋センター（多賀町）

## 京都府

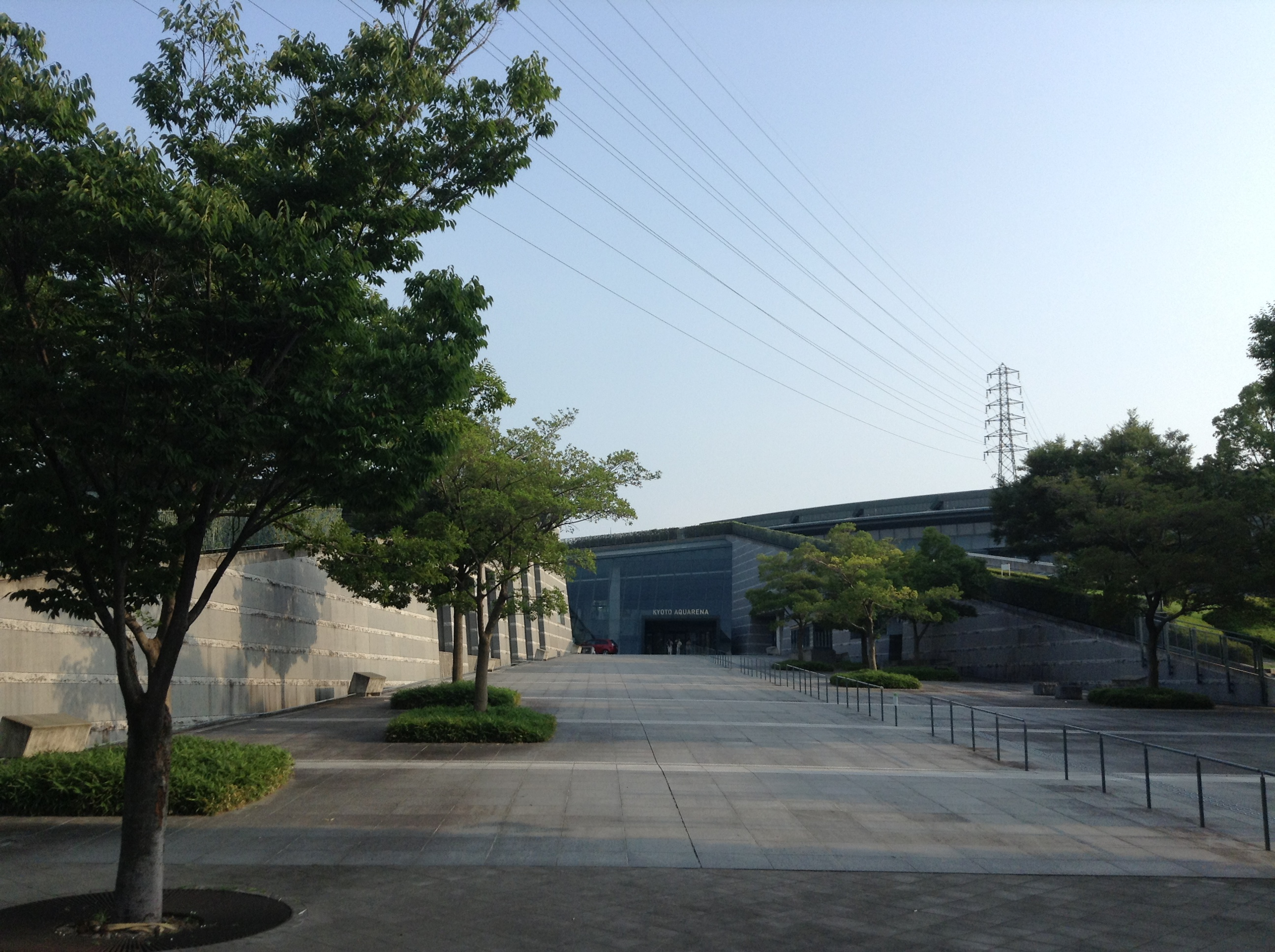
京都アクアリーナ

- 京都市障害者スポーツセンタープール（京都市左京区）
- 京都テルサフィットネスクラブプール（京都市南区）
- ヘルスピア21プール（京都市南区）
- 京都アクアリーナ（京都市右京区）[126]
- やまごえ温水プール（京都市右京区）
- 京都市ふれあいプール（京都市右京区）
- 京都市グリーンプール（京都市右京区）
- 京都府立伏見港公園（京都市伏見区）
- ラクトスポーツプラザ（京都市山科区）
- 福知山市温水プール（福知山市）
- 舞鶴文化公園プール（舞鶴市）
- 舞鶴市営水泳プール（舞鶴市）
- 綾部市市民プール（綾部市）
- 京都府立山城総合運動公園太陽が丘ファミリープール（宇治市）
- 黄檗公園プール（宇治市）
- 西宇治公園プール（宇治市）
- 西宮津公園プール（宮津市）
- 宮津市B&G海洋センター（宮津市）
- 亀岡運動公園プール（亀岡市）
- 城陽市立市民プール（城陽市）
- ゆめパレアむこう 向日市民温水プール（向日市） - 2022年4月1日休止[127]。
- さつき市民プール（八幡市）
- 田辺公園プール（京田辺市）
- 網野温泉プール（京丹後市）
- 道の駅スプリングスひよし（南丹市）
- やすらぎタウン山城プール（木津川市）
- 久御山町立町民プール（久御山町）
- 宇治田原町住民プール（宇治田原町）
- 和束町B&G海洋センター（和束町）
- 京都府立丹波自然運動公園プール（京丹波町）
- 京丹波町和知B&G海洋センタープール（京丹波町）
- 京丹波町瑞穂B&G海洋センタープール（京丹波町）
- クアハウス岩滝（与謝野町）

## 大阪府

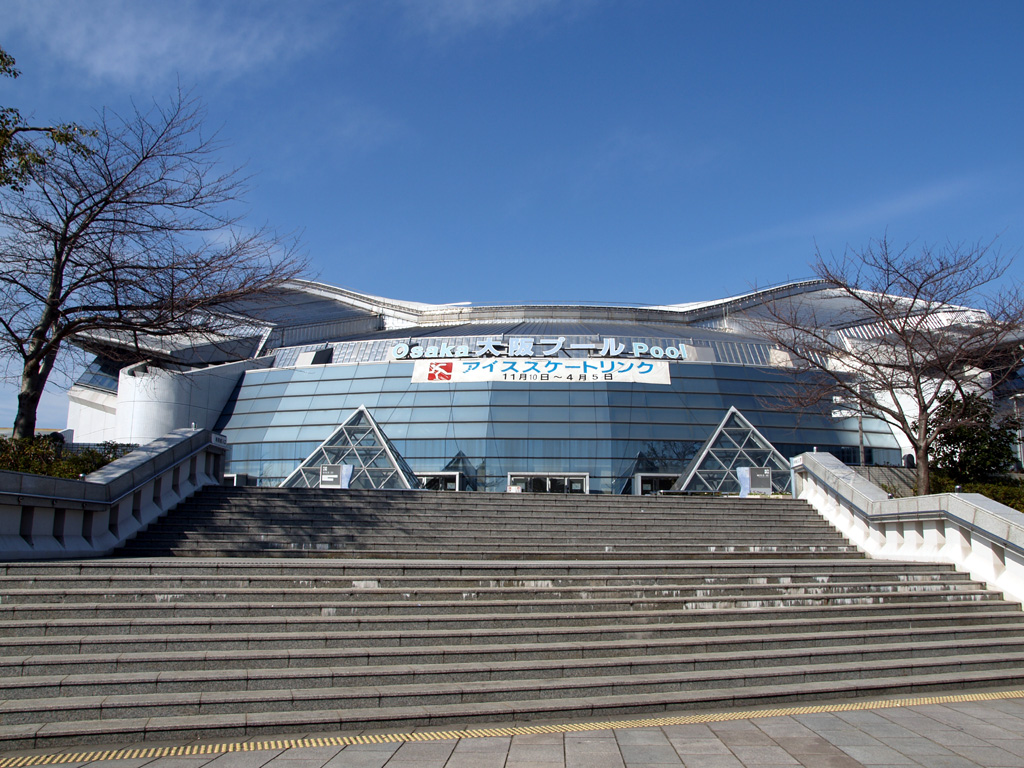
大阪プール

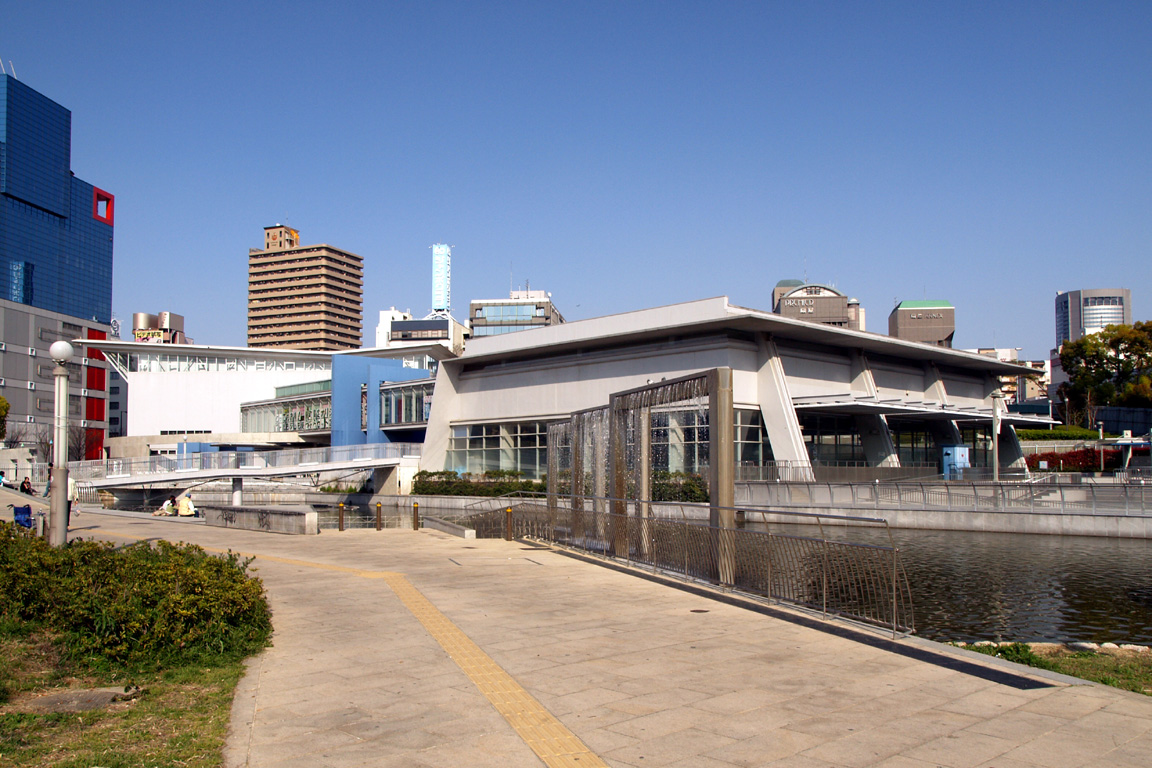
扇町プール

- Asue大阪プール（大阪市 八幡屋公園内）
- 扇町プール（大阪市 扇町公園内）
- 鶴見緑地プール（大阪市 鶴見緑地内）
- 真田山プール（大阪市 真田山公園内）
- 長居プール（大阪市 長居公園内）
- 住之江公園プール（大阪市 住之江公園内）
- スパワールド アミューズメントプール（大阪市）
- 金岡公園プール（堺市 金岡公園内）
- 浜寺公園プール（堺市 浜寺公園内）
- 堺市美原B&G海洋センター（堺市）
- 泉ヶ丘プール（堺市） - 2019年廃止。
- 服部緑地ウォーターランド（豊中市 服部緑地内）
- 片山市民プール（吹田市)
- 北千里市民プール（吹田市)
- 中の島市民プール（吹田市) - 2016年3月31日廃止[128]。
- 南千里市民プール（吹田市) - 2016年3月31日廃止[128]。
- 高槻市立芥川緑地プール（高槻市）
- ひらかたパーク ザ・ブーン（枚方市）
- 茨木市立五十鈴市民プール（茨木市）
- 茨木市立中条市民プール（茨木市）
- 茨木市立西河原市民プール（茨木市）
- 久宝寺緑地プール（八尾市 久宝寺緑地内）
- アクアプールきらめき（富田林市民プール）（富田林市）
- 関西サイクルスポーツセンター ファミリープール「フォレ・リゾ」（河内長野市）
- 寺ケ池公園プール（河内長野市）
- 松原市民プール（松原市）
- 大江戸温泉物語 箕面温泉スパーガーデン 高原プール（箕面市）
- 羽曳野市民プール（羽曳野市）
- 東和薬品RACTABドーム（大阪府立門真スポーツセンター）（門真市）
- 摂津市立温水プール（摂津市）
- 東大阪アリーナ 屋内プール（東大阪市）
- 泉南清掃事務組合温水プール（サンエス温水プール）（阪南市）
- 阪南市営尾崎プール（阪南市） - 2022年度廃止[129]。
- 阪南市営東鳥取プール（阪南市） - 2022年度廃止[129]。
- 阪南市営中央プール（阪南市） - 2022年度廃止[129]。
- 阪南市営下荘プール（阪南市） - 2022年度廃止[129]。
- 阪南市営和泉鳥取プール（阪南市） - 2022年度廃止[129]。
- 阪南市営上荘プール（阪南市） - 2022年度廃止[129]。
- 能勢町B&G海洋センター（能勢町）
- みさき公園 ぷ～るらんどRiO（岬町） - 2018年8月24日休止[130]。
- かなんピア 温水プール（河南町）
- 千早赤阪村B&G海洋センター（千早赤阪村）

## 兵庫県
- ウォーターパーク デカパトス（神戸市東灘区）
- 神戸市立王子スポーツセンター（神戸市灘区）
- 神戸市立ポートアイランドスポーツセンター（神戸市中央区）
- 神戸市立市民福祉スポーツセンター（神戸市中央区）
- 兵庫県立文化体育館（神戸常盤アリーナ）（神戸市長田区）
- 神戸市立北須磨文化センター（神戸市須磨区）
- しあわせの村（神戸市北区）
- 道の駅神戸フルーツ・フラワーパーク大沢 プールプラザ（神戸市北区）
- 姫路市立総合スポーツ会館（姫路市）
- 姫路市立香寺温水プール（姫路市）
- 姫路市立坊勢スポーツセンター（姫路市）
- 姫路市立網干健康増進センター「リフレ・チョーサ」（姫路市）
- 姫路市すこやかセンター（姫路市）
- 姫路市安富B&G海洋センター（姫路市）
- 姫路市家島B&G海洋センター（姫路市）
- 姫路セントラルパーク アクエリア（姫路市）
- 姫路市民プール（姫路市）- 2020年9月6日閉鎖[131]
- 尼崎スポーツの森（尼崎の森中央緑地スポーツ健康増進施設）（尼崎市）
- サンシビック尼崎（尼崎市）
- 北雁替公園市民プール（尼崎市）
- 芦原公園市民プール（尼崎市） - 休止[132]。
- 明石海浜プール（明石市）
- リゾ鳴尾浜 大プール・シーサイドプール（西宮市）
- 芦屋海浜公園プール（芦屋市）
- 芦屋市B&G海洋センター（芦屋市）
- 西猪名公園 ウォーターランド（伊丹市）

- 兵庫県立円山川公苑（豊岡市）［夏季限定］
- 健康増進施設 ウェルストーク豊岡（豊岡市）
- 豊岡市立日高東部健康福祉センター（豊岡市）
- 豊岡市出石B&G海洋センター（豊岡市）
- 豊岡市竹野B&G海洋センター（豊岡市）
- 赤穂市民総合体育館（赤穂市）
- ネスタリゾート神戸 ウォーターフォート（三木市）
- 三木山総合運動公園屋内プール（三木市）
- 高砂市民プール（高砂市）
- 川西市民温水プール（川西市）
- 養父市つるぎが丘公園温水プール（養父市）
- 養父市おおやB&G海洋センター（養父市）
- 朝来市あさごふれあいプール「くじら」（朝来市）
- 淡路市東浦B&G海洋センター（淡路市）
- 宍粟市千種B&G海洋センター（宍粟市）
- 宍粟市波賀B&G海洋センター（宍粟市）
- 東条湖おもちゃ王国 ウォーターパーク アカプルコ（加東市）
- 猪名川町B&G海洋センター（猪名川町）
- 多可町八千代B&G海洋センター（多可町）
- 市川町B&G海洋センター（市川町）
- 神河町町民温泉プール「グリーンオアシス」（神河町）
- 神河町神崎B&G海洋センター（神河町）
- B&G上郡海洋クラブ（上郡町）
- 佐用町ふれあい町民プール（佐用町）
- 香美町香住B&G海洋センター（香美町）
- 新温泉町浜坂B&G海洋センター（新温泉町）

## 奈良県
- 奈良市ならやま屋内温水プール（奈良市）
- 奈良県浄化センタープール（大和郡山市）
- スイムピア奈良（大和郡山市）
- 天理プール（天理市）
- 橿原市総合プール（橿原市）
- 桜井市民プール（桜井市） - 2019年50mプールは閉鎖、25mプールおよび幼児用プールは継続[133]。
- 香芝市総合プール（香芝市） - 2021年閉鎖[134]。
- 平群町ウォーターパーク（平群町） - 2021年度廃止[135]。
- 曽爾村B&G海洋センター（曽爾村）

## 和歌山県
- 和歌山市民温水プール（和歌山市）
- 秋葉山公園県民水泳場（和歌山市）
- 河西緩衝緑地河西県民水泳場（和歌山市）
- 新宮市熊野川町B＆G海洋センター（新宮市）
- 海南市民温水プール（海南市）
- 橋本市民プール（橋本市）
- 那賀スポーツリクリエイションセンター（紀の川市）
- 紀の川市那賀B&G海洋センター（紀の川市） - 2025年3月廃止[136]。
- 広川町B&G海洋センター（広川町）
- 串本町B&G海洋センター（串本町）

## 鳥取県
- 鳥取県営鳥取屋内プール（鳥取市）
- 鳥取市河原市民プール（鳥取市）
- 鳥取市B&G海洋センター（鳥取市）
- 鳥取市気高町B&G海洋センター（鳥取市）
- 鳥取市佐治町B&G海洋センター（鳥取市）
- 鳥取市鹿野町B&G海洋センター（鳥取市）
- 米子市営東山水泳場（米子市）
- 米子市営皆生市民プール（旧：鳥取県営米子屋内プール）（米子市）
- 倉吉市営温水プール（倉吉市）
- 境港市温水プール（境港市）
- 北栄町北条B&G海洋センター（北栄町）
- 伯耆町岸本B&G海洋センター（伯耆町）

## 島根県
- 島根県立水泳プール（松江市）
- 松江市総合体育館（松江市）
- 松江市宍道B&G海洋センター（松江市）
- 浜田室内プール（浜田市）
- ゆうプラザ出雲（出雲市）
- 出雲プール（出雲市） - 2017年度廃止[137]。
- 雲南市加茂B&G海洋センター（雲南市）
- かわもと音戯館（川本町）
- 美郷町邑智B&G海洋センター（美郷町）

## 岡山県
- 岡山市立市民屋内温水プール（岡山市）
- 児島地区公園水泳場（倉敷市）
- 倉敷市水島緑地福田公園（倉敷市）
- 倉敷市屋内水泳センター（倉敷市）
- ヘルスピア倉敷（倉敷市） - 2023年プール廃止[138]。
- 市民温水プール「レインボー」（津山市）
- 津山市加茂B&G海洋センター（津山市）
- 勝北総合スポーツ公園プール（津山市） - 2023年度休止、2025年3月廃止[139]。
- 笠岡市B&G海洋センター（笠岡市）
- 井原市井原B&G海洋センター（井原市）
- 井原市B&G美星海洋センター（井原市）
- サントピア岡山総社（総社市）
- 新見市大佐B＆G海洋センター（新見市）
- 瀬戸内市邑久B&G海洋センター（瀬戸内市）
- 瀬戸内市長船B&G海洋センター（瀬戸内市）
- 赤磐市吉井B&G海洋センター（赤磐市）
- 真庭市北房B&G海洋センター（真庭市）
- 美作市作東B&G海洋センター（美作市）
- 浅口市鴨方B&G海洋センター（浅口市）
- 浅口市寄島B&G海洋センター（浅口市）
- 矢掛町B&G海洋センター（矢掛町）
- 鏡野町B&G海洋センター（鏡野町）
- 奈義町B&G海洋センター（奈義町）

## 広島県

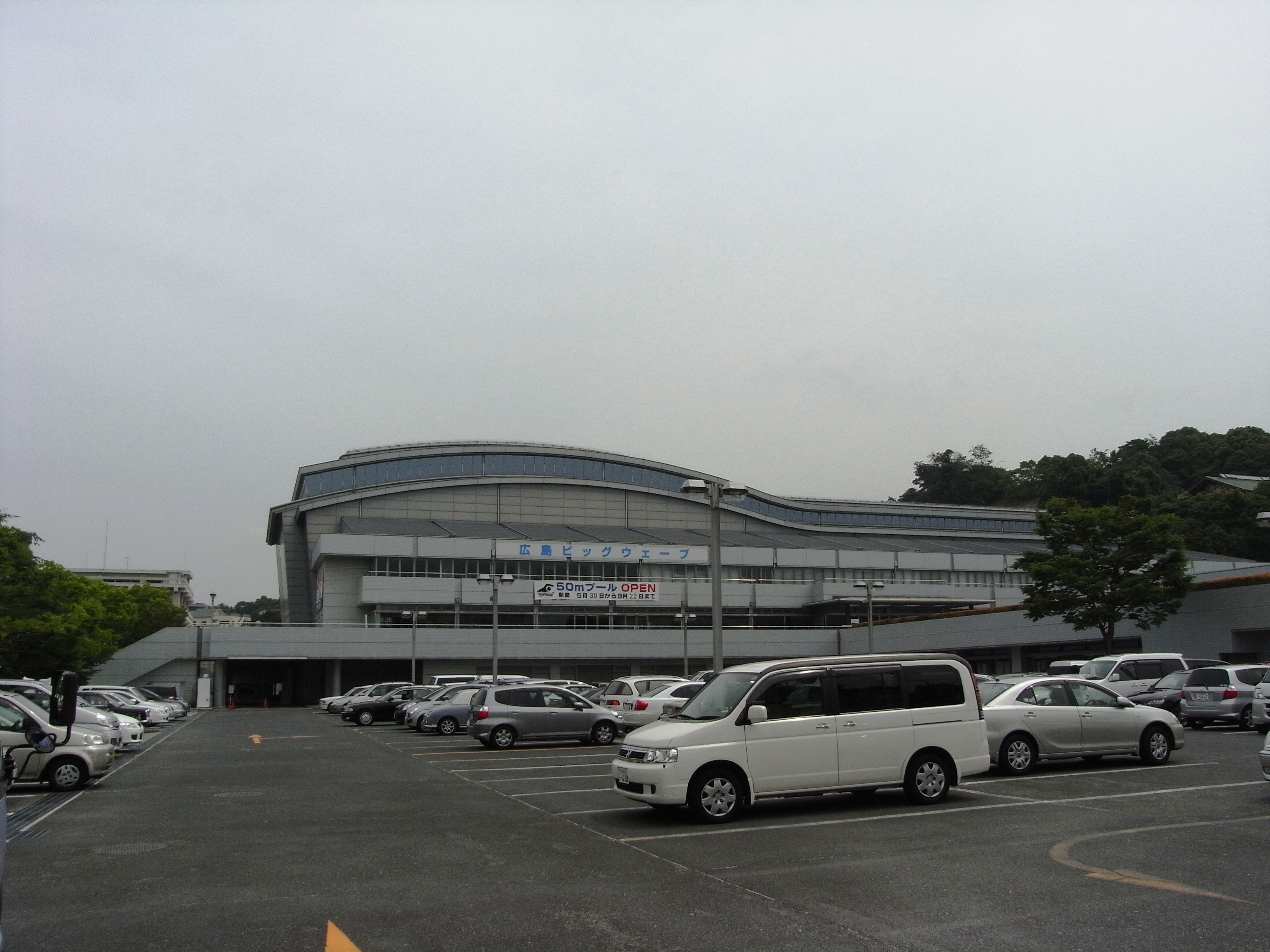
広島市総合屋内プール

- 広島市総合屋内プール（広島ビッグウェーブ）（広島市）
- 広島市安芸区スポーツセンター（広島市）
- 広島市佐伯区スポーツセンター（広島市）
- 中央公園ファミリープール（広島市）
- 呉市蒲刈B&G海洋センター（呉市）
- 東広島市安芸津B&G海洋センター（東広島市）
- 三原市久井B&G海洋センター（三原市）
- 尾道市瀬戸田B&G海洋センター（尾道市）
- 尾道市瀬戸田B&G海洋センター（尾道市）
- 福山市緑町公園屋内競技場（ローズアリーナ）（福山市）
- 府中B&G海洋センター（府中市）
- 三次市吉舎B&G海洋センター（三次市）
- 安芸高田市高宮B&G海洋センター（安芸高田市）
- 安芸高田市美土里B&G海洋センター（安芸高田市）
- 安芸高田市八千代B&G海洋センター（安芸高田市）
- たかみや湯の森の歩行浴プール（安芸高田市） - 2021年5月廃止[140]。
- ちゅーピープール（廿日市市）
- 坂町B&G海洋センター（坂町）
- 北広島町大朝B&G海洋センター（北広島町）
- 北広島町芸北B&G海洋センター（北広島町）

## 山口県
- 下関市市民プール（下関市）
- ヘルシーランド下関（下関市）
- 下関市菊川温泉プール（下関市）
- 夢ヶ丘公園プール（下関市）
- 恩田プール（宇部市） - 2019年8月31日廃止[141]。
- 山口きらら博記念公園プール（山口市）
- 小郡屋内プール（山口市）
- 萩市むつみB&G海洋センター（萩市）
- くだまつ健康パーク レジャープール（下松市）
- アクアピアこいじ（下松市） - 2021年休止[142]、2023年12月28日閉鎖[143]。
- 温水プールグリーンオアシス（岩国市）
- 岩国市美和B&G海洋センター（岩国市）
- 美祢市温水プール（美祢市）
- 周防大島町B&G海洋センター（周防大島町）
- 田布施町B&G海洋センター（田布施町）
- 道の駅阿武町温水プール（阿武町）

## 徳島県
- 徳島県蔵本公園プール（徳島市）
- 徳島市田宮公園プール（徳島市）
- ふれあい健康館（徳島市）
- 徳島市B&G海洋センター（徳島市）
- 小松島市営プール（小松島市）
- 阿南市那賀川B&G海洋センター（阿南市）
- 吉野ウォーターパーク（阿波市）
- いしいドーム（石井町）
- 牟岐町B&G海洋センター（牟岐町）
- 美波町由岐B&G海洋センター（美波町）
- 海陽町海南B&G海洋センター（海陽町）
- 北島町温水プール （北島町）

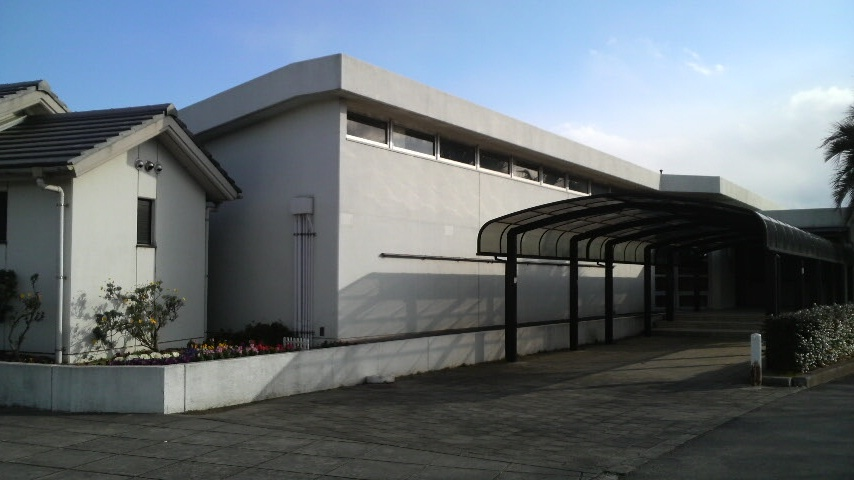
田宮公園プール

- 東みよし町三加茂B&G海洋センター（東みよし町）

## 香川県
- 香川県立総合水泳プール（高松市）
- 高松市福岡町プール（高松市）
- 高松市立仏生山公園温水プール（高松市）
- 高松市国分寺B&G海洋センター（高松市）
- 高松市立市民プール（高松市） - 2021年12月31日廃止[144]。
- 角山運動公園温水プール（坂出市）
- 善通寺市民プール（善通寺市）
- さぬき市志度プール（さぬき市）
- さぬき市寒川B&G海洋センター（さぬき市）
- クアタラソさぬき津田（さぬき市） - 2024年3月31日休止[145]。
- 引田温水プール（東かがわ市）
- 三豊市財田B&G海洋センター（三豊市）
- 三豊市高瀬B&G海洋センター（三豊市）
- 小豆島町内海B&G海洋センター（小豆島町）
- 三木町B&G海洋センター（三木町）
- 綾川町綾上B&G海洋センター（綾川町）
- 多度津町立屋内温水水泳プール（多度津町）

## 愛媛県
- 松山中央公園プール（松山市）
- イヨテツスポーツセンター（松山市）
- 松山市総合コミュニティセンター（松山市）
- 松山市中島B&G海洋センター（松山市）
- 今治市朝倉B&G海洋センター（今治市）
- 今治市吉海B&G海洋センター（今治市）
- 今治市大三島B&G海洋センター（今治市） - 2016年4月1日プール廃止、艇庫施設のみ継続[146]。
- 八幡市民スポーツセンター（八幡浜市）
- 八幡浜大洲地区運動公園水泳プール（八幡浜市）
- 新居浜市東雲市民プール（新居浜市）
- 西条市丹原B&G海洋センター（西条市）
- 宇和運動公園施設プール（西予市）
- 久万高原町久万B&G海洋センター（久万高原町）
- 鬼北町広見B&G海洋センター（鬼北町）
- 愛南町御荘B&G海洋センター（愛南町）

## 高知県
- くろしおアリーナ（高知市）
- ヨネッツこうち（高知市）
- 巨峰園（南国市）
- 香美市香北B＆G海洋センター（香美市） - 2021年休止[147]、2025年廃止[148]。
- 東洋町B&G海洋センター（東洋町）
- 津野町東津野B&G海洋センター（津野町）
- 四万十町窪川B&G海洋センター（四万十町）

## 福岡県
- 北九州市立桃園市民プール（北九州市）
- 文化記念プール（北九州市）
- アドベンチャープール（北九州市）
- 岩ケ鼻市民プール（北九州市） - 2022年廃止[149]。
- 福岡県立総合プール（アクシオン福岡内）（福岡市）
- 福岡市立総合西市民プール（福岡市）
- 海の中道海浜公園（サンシャインプール）（福岡市）
- 久留米市三潴B&G海洋センター（久留米市）
- 久留米赤十字会館（久留米市） - 2021年3月31日プール廃止[150]。
- 直方市民プール（直方市） - 2011年廃止[151]。
- 飯塚市穂波B&G海洋センター（飯塚市）
- 柳川市民温水プール（柳川市） - 2020年4月1日廃止[152]。
- 八女市星野B&G海洋センター（八女市）
- 大川市民プール（大川市） - 2014年度廃止[153]。
- クローバープラザ温水プール（春日市）
- サンピア福岡（福津市）
- 宮若市宮田B&G海洋センター（宮若市）
- 朝倉市甘木B&G海洋センター（朝倉市）
- みやま市瀬高B&G海洋センター（みやま市）
- みやま市瀬高B&G海洋センター（みやま市）
- 鞍手総合プール（鞍手町） - 2021年廃止。
- 川崎町B&G海洋センター（川崎町）
- 福智町金田B&G海洋センター（福智町）
- みやこ町豊津B&G海洋センター（みやこ町）
- 築上町椎田B&G海洋センター（築上町）
- 築上町築城B&G海洋センター（築上町）

## 佐賀県
- 佐賀県総合運動場水泳場（佐賀市）
- 国見台プール（伊万里市） - 2020年休止、2023年廃止[154]。
- 鹿島市B&G海洋センター（鹿島市）
- みやき町北茂安B&G海洋センター（みやき町）
- 江北町B&G海洋センター（江北町）

## 長崎県
- 長崎市民総合プール（長崎市）
- 佐世保温水プール（佐世保市）
- 佐世保市小佐々B&G海洋センター（佐世保市）
- のんのこ温水センター（諫早市）
- 大村市民プール（大村市） - 2024年8月26日営業終了[155]。
- 平戸市生月B&G海洋センター（平戸市）
- 壱岐市勝本B&G海洋センター（壱岐市）
- 五島市岐宿B&G海洋センター（五島市）
- 南島原市加津佐B&G海洋センター（南島原市）
- 南島原市西有家B&G海洋センター（南島原市）
- 時津町B&G海洋センター（時津町）

## 熊本県
- アクアドームくまもと（熊本市）
- 熊本市城南B&G海洋センター（熊本市）
- 人吉市営市民プール（人吉市）
- 玉名市岱明B&G海洋センター（玉名市）
- 菊池市旭志B&G海洋センター（菊池市）
- 菊池市泗水B&G海洋センター（菊池市）
- 宇城市三角B&G海洋センター（宇城市）
- 天草市新和B&G海洋センター（天草市）
- 美里町砥用B&G海洋センター（美里町）
- 南関町B&G海洋センター（南関町）
- サンリースポーツパレスアスパ（菊陽町） - 2019年2月28日閉鎖[156]。
- 南阿蘇村白水B&G海洋センター（南阿蘇村）
- 津奈木町B&G海洋センター（津奈木町）
- 湯前町B&G海洋センター（湯前町）
- あさぎり町B&G海洋センター（あさぎり町）

## 大分県
- 大分市営温水プール（大分市）
- 南大分体育館プール（大分市）
- 日吉原レジャープール（大分市）
- 別府市営青山プール（別府市）
- アクアビート（別府市）
- 中津市民プール（中津市）
- 小野川自然プール（日田市） - 2023年休止[157]。
- 佐伯市民総合プール（佐伯市）
- 松尾川河川プール（杵築市） - 2020年3月31日閉鎖[158]。

## 宮崎県
- 宮崎県総合運動公園プール（宮崎市）
- 宮崎市フェニックス自然動物園流れるプール（宮崎市）
- 宮崎市田野B&G海洋センター（宮崎市）
- シーガイアオーシャンドーム（宮崎市） - 2007年閉鎖[159]。
- 瓜田自然プール（宮崎市）  - 2023年休止。
- 野島川河川プール（宮崎市）
- 檍児童プール（宮崎市）
- 恒久児童プール（宮崎市）
- 上水流児童プール（宮崎市）
- 霧島児童プール（宮崎市）
- 御幸児童プール（宮崎市）
- 平和が丘児童プール（宮崎市）
- 跡江児童プール（宮崎市）
- 田代児童プール（宮崎市） - 2024年度休止[160]。
- 希望ヶ丘児童プール（宮崎市）
- 広原児童プール（宮崎市）
- 大塚台児童プール（宮崎市）
- 木花児童プール（宮崎市）
- 飛江田児童プール（宮崎市） - 2022年度廃止[161]。
- 丸山児童プール（宮崎市）  - 2023年度廃止[161]。
- 富吉児童プール（宮崎市）  - 2023年度廃止[161]。
- 観音さくらの里（都城市）
- ラスパ高崎（都城市）
- ヘルストピア延岡（延岡市）
- 南郷B＆G海洋センター（日南市） - 2017年度プール廃止、体育館のみ継続[162]。
- 小林総合運動公園プール（小林市）
- 川南町運動公園プール（川南町） - 2022年4月1日廃止[163]。

## 鹿児島県
- 鴨池公園水泳プール（鹿児島市）
- 七ツ島サンライフプール（鹿児島市） - 2020年休止[164]。
- 平和公園レジャープール(アクアゾーンくしら)（鹿屋市）
- 指宿市山川B&G海洋センター（指宿市) - 2012年度プール休止、2024年6月全施設廃止[165]。
- 吹上浜海浜公園プール（南さつま市） - 2023年休止[166]。

## 沖縄県
- 沖縄県営奥武山公園水泳プール（那覇市）
- 沖縄県総合運動公園水泳プール（沖縄市） - 2023年レクリエーションプール休止、小学生以下用プールは継続[167]。